# Sisco
Pour les articles homonymes, voir Sisco (homonymie).
Sisco (Siscu en corse) est une commune française située dans la circonscription départementale de la Haute-Corse et le territoire de la collectivité de Corse. Elle appartient à l'ancienne piève de Brando, dans le Cap Corse.

## Géographie

### Situation
Sisco est une commune de la côte Est du Cap Corse, à une quinzaine de kilomètres au nord de Bastia, dans l'ancienne pieve de Brando. Autrefois, de 1336 à 1625, ses communautés ont fait partie soit du fief de Brando, soit de celui de Canari. Mais de 1483 à 1491 la vallée forma seule le fief de Melchio Gentile. Aujourd'hui Sisco est l'une des huit communes du canton de Sagro-di-Santa-Giulia.
Communes limitrophes

### Géologie et relief

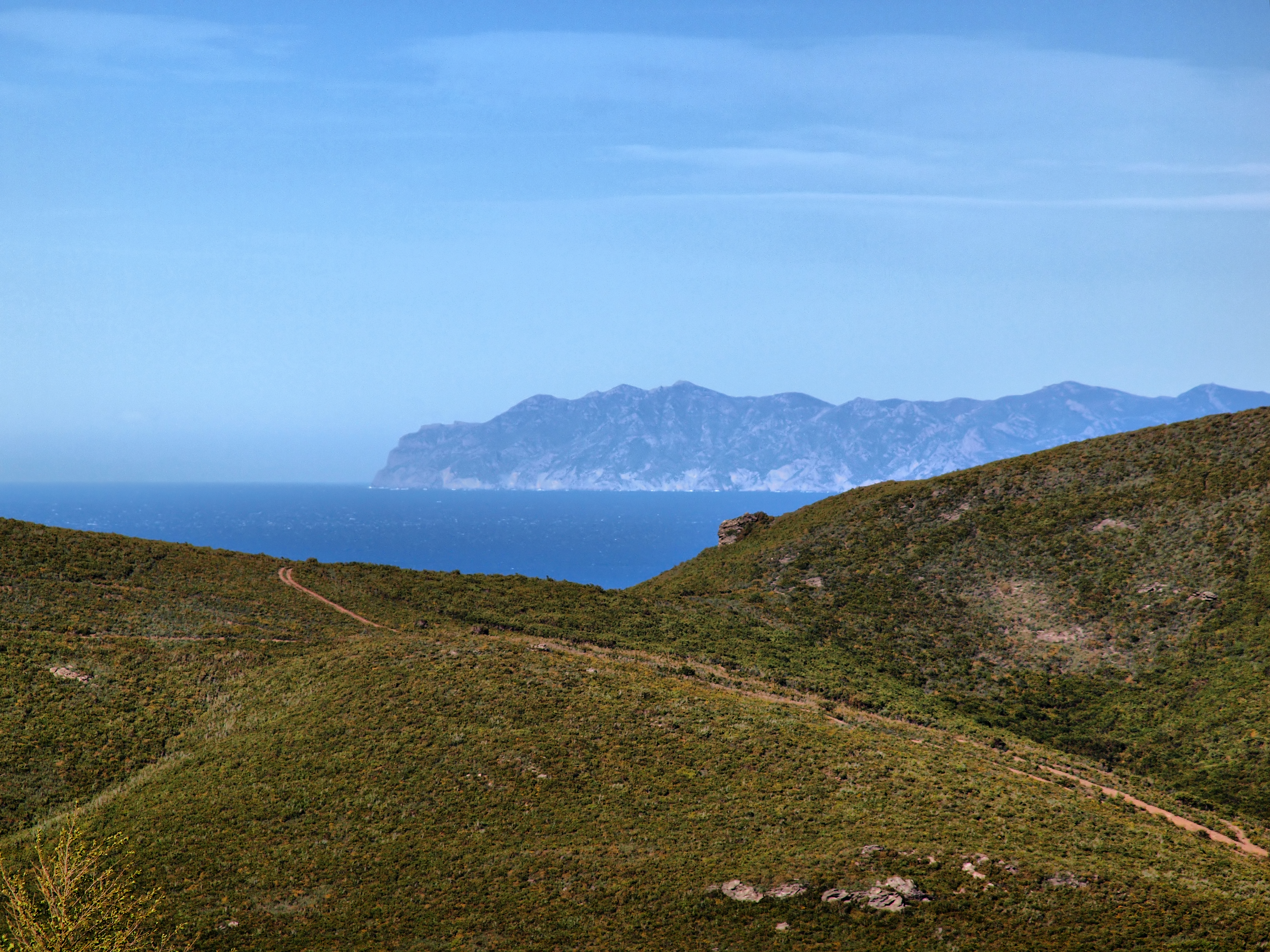
Vue des collines dénudés.

La commune de Sisco occupe une vallée centrale à l'Est de la chaîne de la Serra dans le Cap Corse, celle du ruisseau de Sisco. Son sol est un bloc de schistes lustrés édifié au tertiaire lors de la surrection du massif des Alpes, sur un socle hercynien de la fin de l'ère primaire.
Les schistes sériciteux à l'aspect soyeux et ridé, schistes chloriteux, schistes calcaires (ou calschistes) et cipolins dominent. Grisâtres, légèrement calcifères, ces roches formées durant l'ère secondaire dans l'ancien océan liguro-piémontais doivent leur aspect lustré à la séricite (mica aux reflets cendrés) et au chlorite (silicate feuilleté verdâtre avec clivage). Ces schistes renferment des bancs de cipolins (marbres blancs ou gris, calcaire métamorphisé) à Sisco et Pietre-Scrite (Brando), parfois épais de 50 mètres. Parce que ces marbres se débitent en plaques, "se pèlent" comme des oignons (oignon se dit cipolla en italien comme en corse), ils furent nommés cipolins. La Canonica, cathédrale de Mariana, a été reconstruite au XIIe siècle (?) en cipolin de Brando et de Sisco. Les deux communes échangeaient ces marbres contre du minerai de fer ramené de l'île d'Elbe voisine.
La vallée est une bande de terre, aux bords raides, ouverte sur la mer mais fermée vers l'amont car adossée à la Serra, la chaîne axiale de la péninsule, dominée par la Cima di e Follicie (1 322 m), s'étalant latéralement depuis la chaîne axiale à l'ouest vers la mer Tyrrhénienne à l'est, enserrées entre deux lignes de crêtes, la vallée du ruisseau de Sisco. Sur le Plan Terrier du XVIIIe siècle, la commune dispose de 700 hectares de terres cultivables.
Limites territoriales
Ses limites sont définies :
- au Nord, par une ligne droite depuis la Cima di Monte Prato (1 282 m) jusqu'au Campu di a Torre (695 m) et se poursuivant par une ligne droite jusqu'à la mer, passant par le Saltu Caninu (173 m) ;
- à l'Est par une côte déchiquetée s'étirant jusqu'au sémaphore de Sagro au sud, excepté la plage de galets de la Marine de Sisco. Celle-ci est fréquemment envahie par les herbes mortes de Posidonie rejetées par les « coups de mer ». S'y applique la loi Littorale votée le 3 janvier 1986.
- au Sud le tracé est formé de lignes droite successives orientées à l'ouest, passant par la fontaine de Liscione, un point à 690 m d'altitude sous et au nord du pylone de la Cima di Guaiata, Bedale di Vitalbeto, jusqu'à la bocca di Catele ;
- à l'Ouest, la partie de la chaîne de la Serra, dorsale axiale du Cap, va de la Bocca di Catele jusqu'à la Cima di Monte Prato via le Monte di a Cibiola (1 196 m), le Monte Corvu (1 143 m), le Monte Cagnolu (1 017 m), la Bocca di San Giuvanni (950 m) où se trouve la chapelle Saint-Jean, le Rocher de Pruberzulu (1 236 m) et la Cima di e Follicie (1 322 m), culmen de la Serra.

Sur le Pinzalone, un pic rocheux (1 030 m) proche à l'est du Monte Cagnolu, qui domine la vallée, a été plantée une croix visible de partout dans Sisco. C'est un des meilleurs belvédères sur la vallée de Sisco.

### Hydrographie

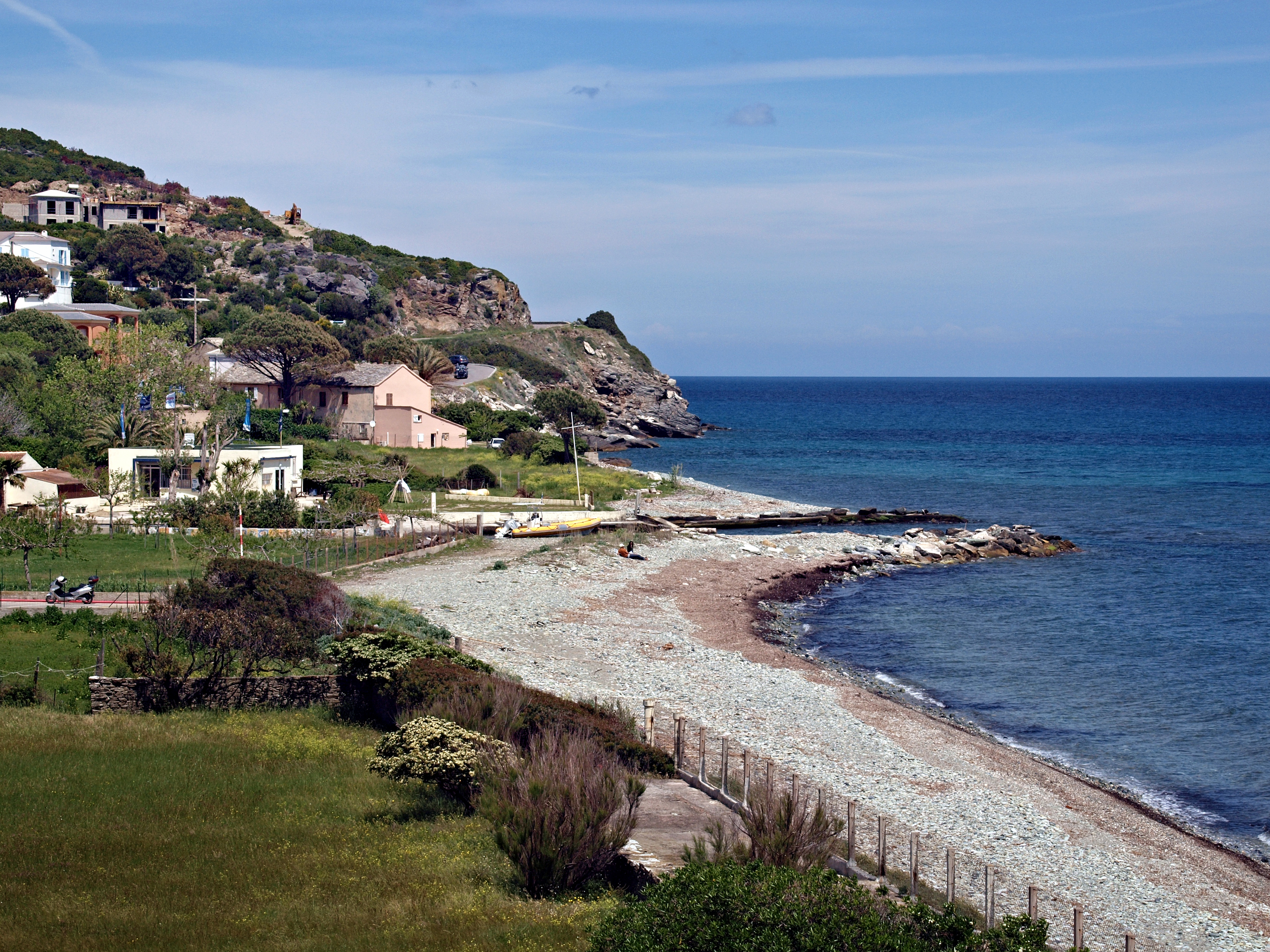
Embouchure du ruisseau Sisco.

La verte vallée de Sisco est le bassin versant du ruisseau de Sisco (fiume di Sisco), long de 6,5 km, qui a sa source à 660 m d'altitude sur le flanc oriental de Cima di e Follicie sous le nom de Guado a l'Alzi. Alimenté des eaux de six affluents, il se jette à la mer à la Marine de Sisco, au nord de la plage de galets.
Existent aussi trois petits ruisseaux côtiers : fiume Murrettu au nord du littoral, fiume di Golfi et fiume Sfundarone au sud.
Pour ses besoins en eau, la commune dispose de quatre réservoirs d'eau potable installés sur les hauteurs de Saint-Antoine (1), de Poraja (2) et de la Marine (1).

### Climat et végétation
Quoique bénéficiant d'un climat méditerranéen maritime aux écarts thermiques modérés, la commune présente un tapis végétal constitué majoritairement d'un maquis méditerranéen ras. Le manteau forestier est absent.
Les causes sont principalement la déforestation entreprise au cours des siècles derniers pour faires des cultures - deux lieux en altitude, entre 800 et 1 000 m sur les pentes de Cima di e Follicie portent les noms de Presa di a Vadaccia et Presa di a Croce, et les fréquents incendies.
À l'est de Sisco, se dresse le Pinzalone avec une croix (1 030 m). Proche de lui, le Monte Cagnolu qui était autrefois nommé Monte Verde. Il doit son nom à une antique chênaie voisine qui a brûlé vers 1927.
Les parties boisées se trouvent sur le flanc oriental de la ligne de crête du Monte Corvo (1 143 m) avec la forêt communale de Sisco, le long du ruisseau de Sisco et autour des lieux habités. Ils sont composés essentiellement de chênes verts, chênes lièges, châtaigniers et oliviers.

### Voies de communication et transports

#### Accès routiers
Sisco n'est accessible que par la route. Son littoral est traversé par la route D80 qui fait le tour du Cap Corse. La route a été ouverte en 1838 sous forme de piste, modernisée au fil du temps avec un profil moins difficile, élargie et revêtue d'un bel enrobé en 1975. Jusqu'en 1972, avant d'être déclassée en route départementale, elle était la section septentrionale de la route nationale 198.
Pour accéder aux villages de l'intérieur, il faut emprunter la  D32 qui est la seule voie pénétrante, depuis sa jonction avec la D 80 au sud de la Marine de Sisco. La D 32 longe en remontant le cours du ruisseau de Sisco, dessert trois des quatre villages de la Mezania, pour atteindre  ce que l'on peut considérer le « bourg de Sisco », composé des quatre villages groupés de la montagne : Poggio, Monacaja, Assalaccia et Barrigioni. Si on la poursuit, la D 32 se perd en piste au lieu-dit Ciampa Cavalla sur les hauteurs de la commune voisine Pietracorbara.
À environ 800 m au nord du carrefour de San Martinu, existe la jonction de la D 32 avec une piste permettant aux seuls véhicules autorisés, de rejoindre Olcani via le col Saint-Jean (Bocca di San Ghjuvanni) (957 m), « à cheval » entre Sisco et Olcani. La piste qui dessert la carrière San Michele, est libre jusqu'à ce niveau.

#### Transports
Un service d'Autobus dessert de nouveau la commune de Sisco depuis 2015, reliant le hameau de Barisgioni à sa Marine et à Erbalunga. La Marine de Sisco est également desservie par une ligne d'autocar au départ de Maccinaggio. Une ligne d'autobus, reliant anciennement la Mairie de Bastia jusqu'à Erbalunga, dessert également la Marine de Sisco depuis le 11 juillet 2022 . Celle-ci, à l'intersection des routes D 80 / D 132, est distante de 15 km du centre de Bastia, ville dotée d'un port de commerce, d'une gare ferroviaire (gare de Bastia à 15 km), ainsi que d'un aéroport (aéroport de Bastia-Poretta à 35 km).

## Urbanisme

### Typologie
Au 1er janvier 2024, Sisco est catégorisée commune rurale à habitat dispersé, selon la nouvelle grille communale de densité à sept niveaux définie par l'Insee en 2022.
Elle est située hors unité urbaine. Par ailleurs la commune fait partie de l'aire d'attraction de Bastia, dont elle est une commune de la couronne,. Cette aire, qui regroupe 93 communes, est catégorisée dans les aires de 50 000 à moins de 200 000 habitants,.
La commune, bordée par la mer Méditerranée, est également une commune littorale au sens de la loi du 3 janvier 1986, dite loi littoral. Des dispositions spécifiques d’urbanisme s’y appliquent dès lors afin de préserver les espaces naturels, les sites, les paysages et l’équilibre écologique du littoral, tel le principe d'inconstructibilité, en dehors des espaces urbanisés, sur la bande littorale des 100 mètres, ou plus si le plan local d’urbanisme le prévoit.

### Occupation des sols
L'occupation des sols de la commune, telle qu'elle ressort de la base de données européenne d’occupation biophysique des sols Corine Land Cover (CLC), est marquée par l'importance des forêts et milieux semi-naturels (87,9 % en 2018), en augmentation par rapport à 1990 (86,3 %). La répartition détaillée en 2018 est la suivante : 
espaces ouverts, sans ou avec peu de végétation (42,2 %), milieux à végétation arbustive et/ou herbacée (37 %), zones agricoles hétérogènes (9,8 %), forêts (8,7 %), zones urbanisées (1,8 %), eaux maritimes (0,6 %). L'évolution de l’occupation des sols de la commune et de ses infrastructures peut être observée sur les différentes représentations cartographiques du territoire : la carte de Cassini (XVIIIe siècle), la carte d'état-major (1820-1866) et les cartes ou photos aériennes de l'IGN pour la période actuelle (1950 à aujourd'hui).

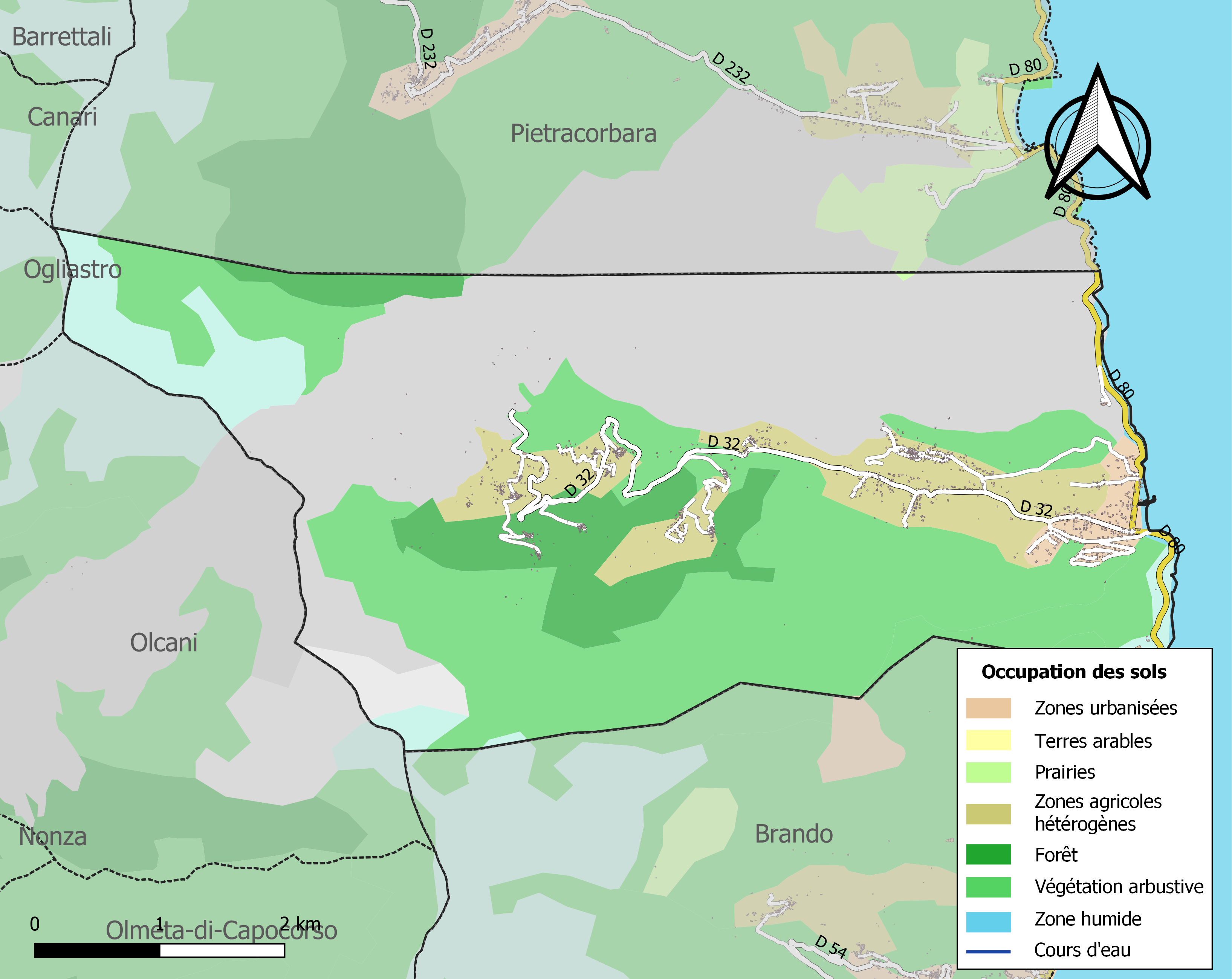
Carte des infrastructures et de l'occupation des sols de la commune en 2018 (CLC).
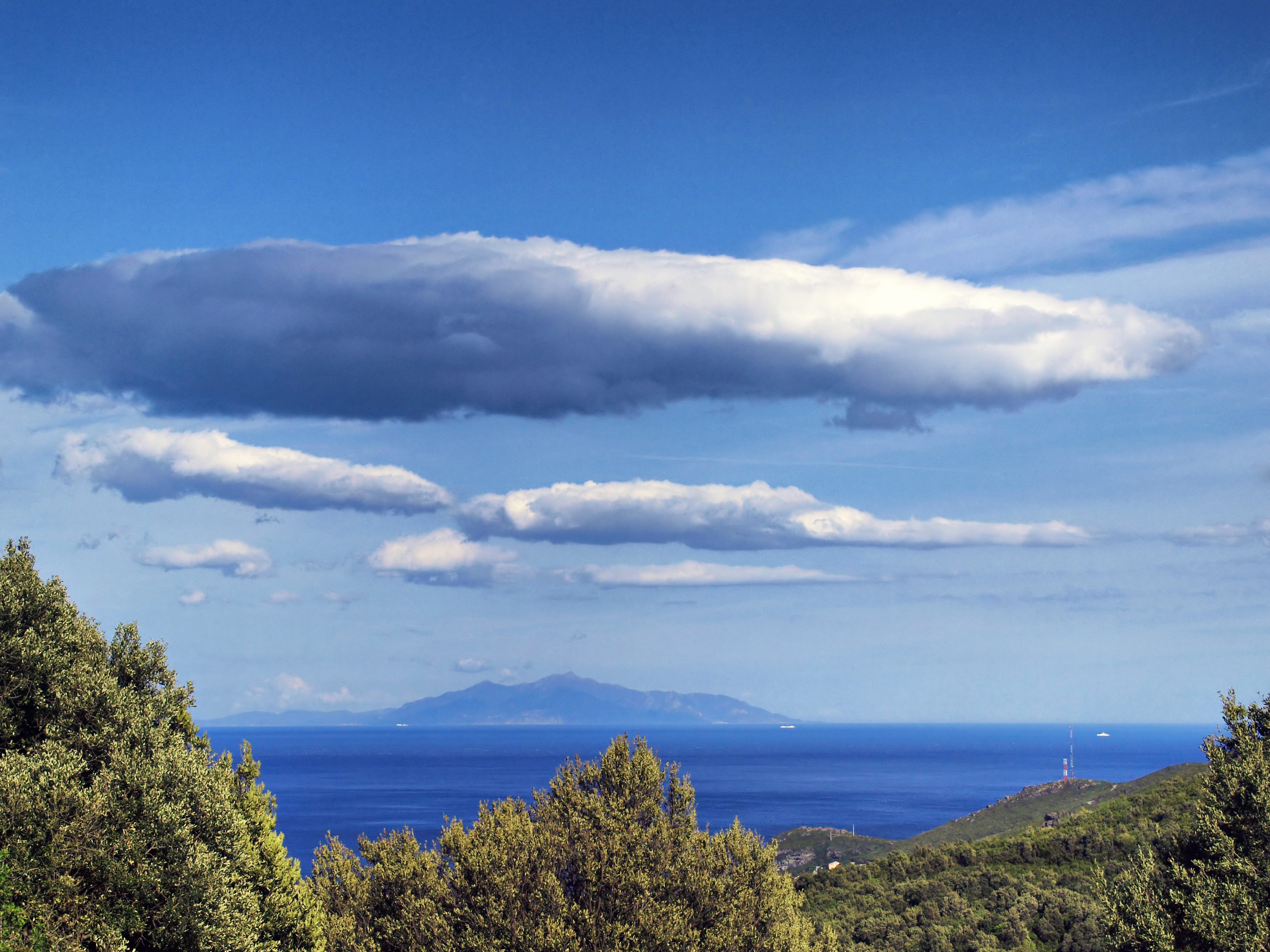
Vue sur l'île d'Elbe.

### Plaine de Sisco

#### Marine de Sisco

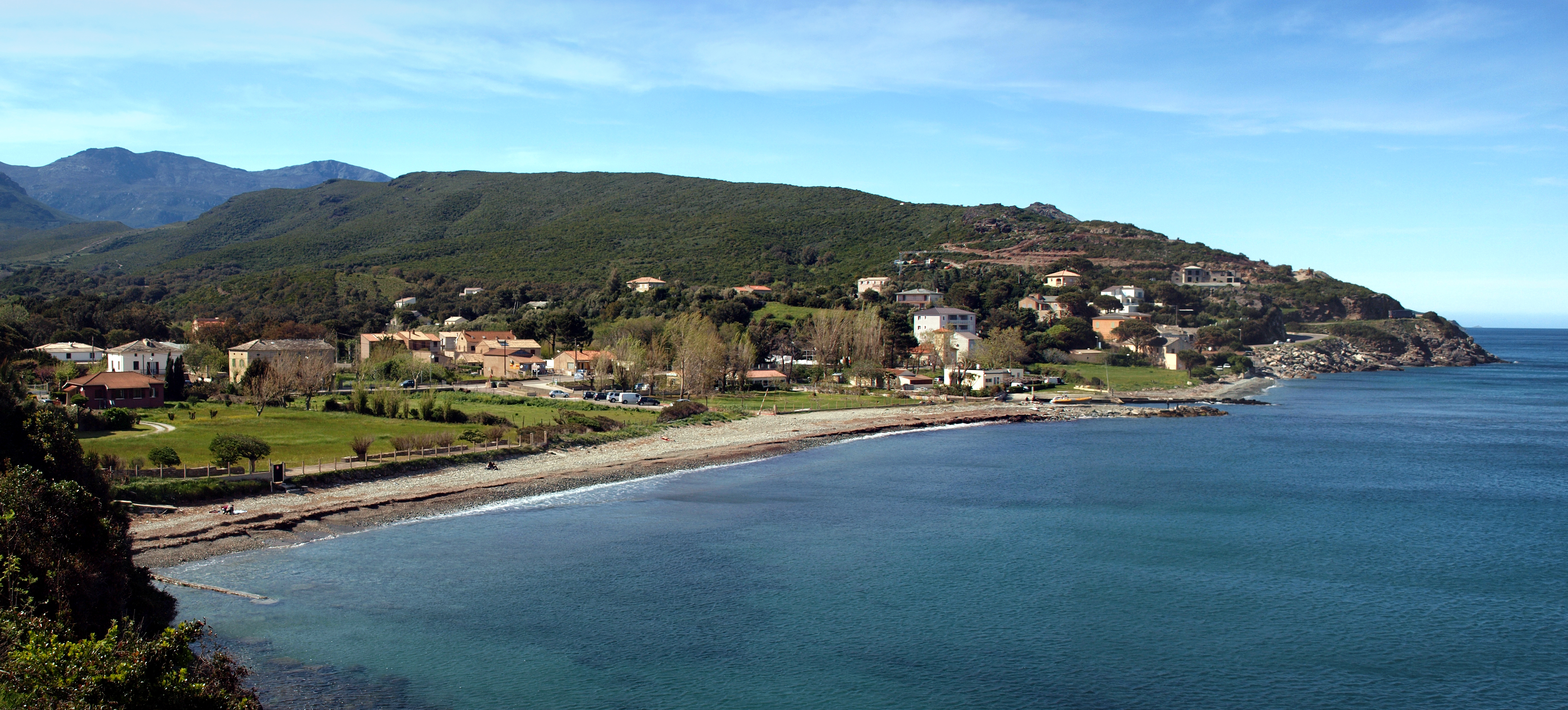
Marine de Sisco.

Il y a un siècle, le site était désert. C'est donc un village récent qui a été construit. Son développement est lié à l'attrait touristique, mais aussi aux facilités de communications avec la métropole régionale Bastia : ouverture de la route en 1838, modernisation de la route Bastia - Macinaggio en 1975.
Le village est composé de plusieurs quartiers : Renaghjo, Cudicciu, Campu di a Pace, Molinacciu, Casaiola, Scale-Vecchiu. Les deux derniers, les plus anciens, avaient été occupés par le royaume Français en 1553. À Casaiola (ou A Casaghjula) recèle une petite chapelle dédiée à l'Annunziata (Annonciation). La tour qui existait avait été détruite en 1558 par les Français. Reconstruite peu après, elle est saccagée par les Génois au XVIIIe siècle.
À un kilomètre au nord de la Marina, au-dessus de la route D 80, se dresse l'ancien couvent Sainte-Catherine fortifié du XIVe siècle, jadis lieu de pèlerinage. Son accès est marqué par une statue de Sainte Catherine.
En contrebas de la route, existe la grotte de Bughjone (traduit « très obscure ») d'une centaine de mètres de long, fréquentée par les bisets et les chauves-souris. La grotte de Bughjone a fait l'objet d'un rapport scientifique de site archéologique.
En se rendant depuis la Marine, par la route D32 qui dessert la partie montagneuse de Sisco, on découvre :

#### Pieve
Petit hameau de la vallée aujourd'hui, Pieve était une ancienne bourgade qui existait déjà cinq siècles avant notre ère. Rien que le nom qui lui est attribué rappelle qu'il était le centre d'une paroisse antique. S'y trouve en effet l'église San Giovanni-Battista de Sisco, pievane jusqu'au XIVe siècle, qui a été construite au Xe et XIe siècles en remplacement d'un ancien sanctuaire paléochrétien (?).

#### Vignale
Vignale est un hameau récent qui s'est développé le long de la route D 32, sur la rive droite du ruisseau de Sisco et au sud du village de Crosciane. Jadis le site était un vignoble. Quelques tombeaux jalonnent la route depuis que les morts ne sont plus enterrés dans les églises (1812).

#### Crosciane

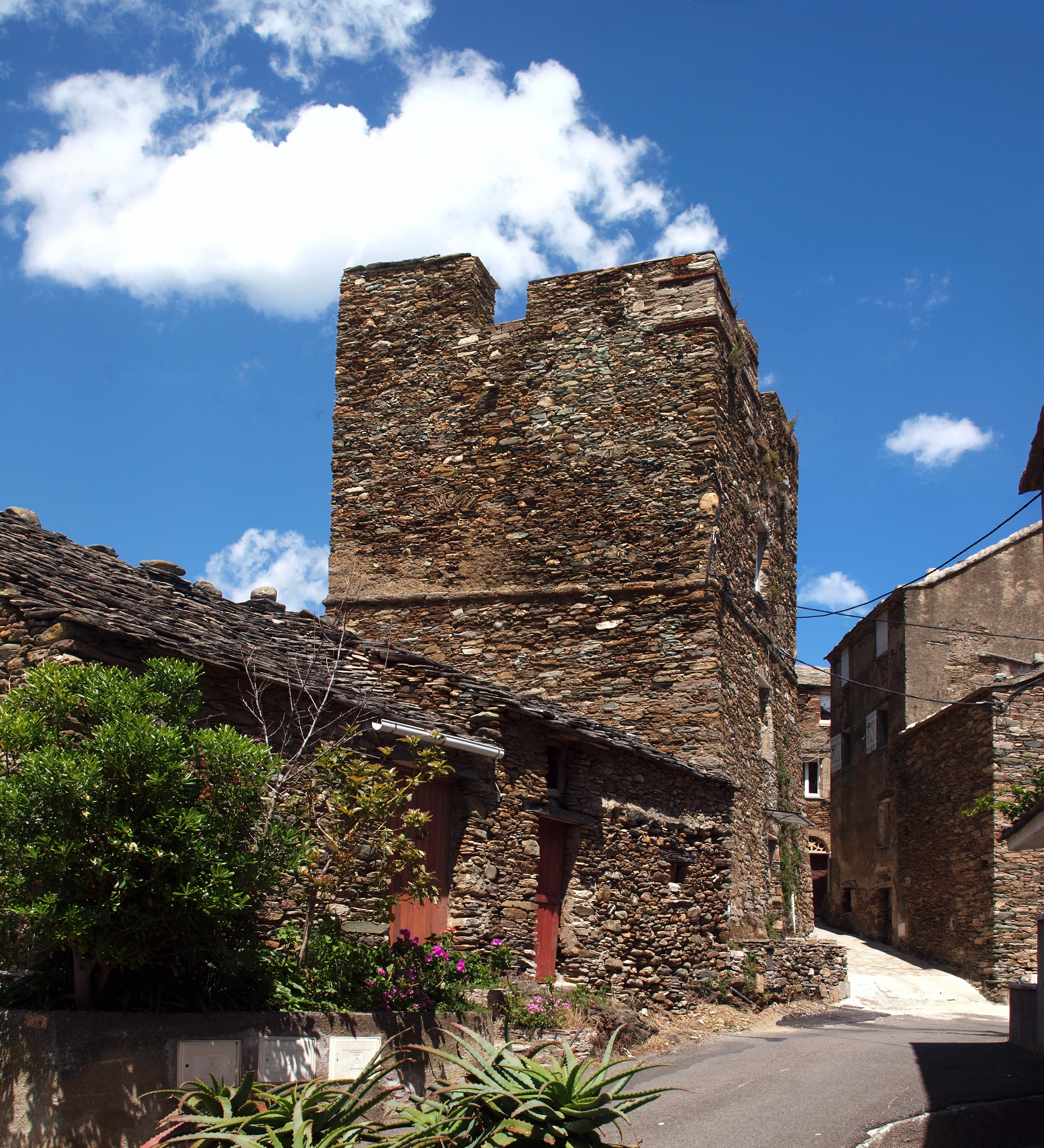
La Tour de Crosciano.

Crosciane ou Cruscianu (il était dit Corsano en 1530) était un lieu déjà habité dans l'Antiquité. Son nom lui viendrait du grec khortos signifiant « domaine ». S'y trouve la chapelle Santa Maria Nativita (Notre-Dame-de-la-Nativité). Au XVIe siècle il était protégé par deux tours carrées. Une seule est encore visible de nos jours.

#### Poraja
Poraja, Poraggia ou encore Puraghju est un village dans la vallée, un passage obligé pour pénétrer dans l'intérieur. S'y trouvent deux cimetières.
Au sud-est de Poraja, existait le hameau de Canavaggia (signifie « champ de chanvre »), abandonné en 1710.

#### Moline
Moline qui était appelé jadis Mulinu, doit son nom à ses anciens moulins. Le village possède une chapelle Sant'Erasmu. On y distillait encore, au début du siècle dernier, des plantes du maquis (myrte, romarin, etc.) et les extraits étaient expédiés sur le Continent.
À 500 m à l'ouest de Moline, se situe l'ancien hameau de Ferrera ou Ferriera qui doit son nom à ses anciennes forges. Du XVe siècle au XVIIIe siècle, on y forgeait le fer venu de l'île d'Elbe pour fabriquer divers objets dont des corsesche, sortes d'épées.
En se dirigeant vers les villages en montagne, on peut découvrir quelques villages de caractères, en empruntant une petite route communale qui se termine en cul-de-sac à Sant' Antone :

#### Sant' Antone

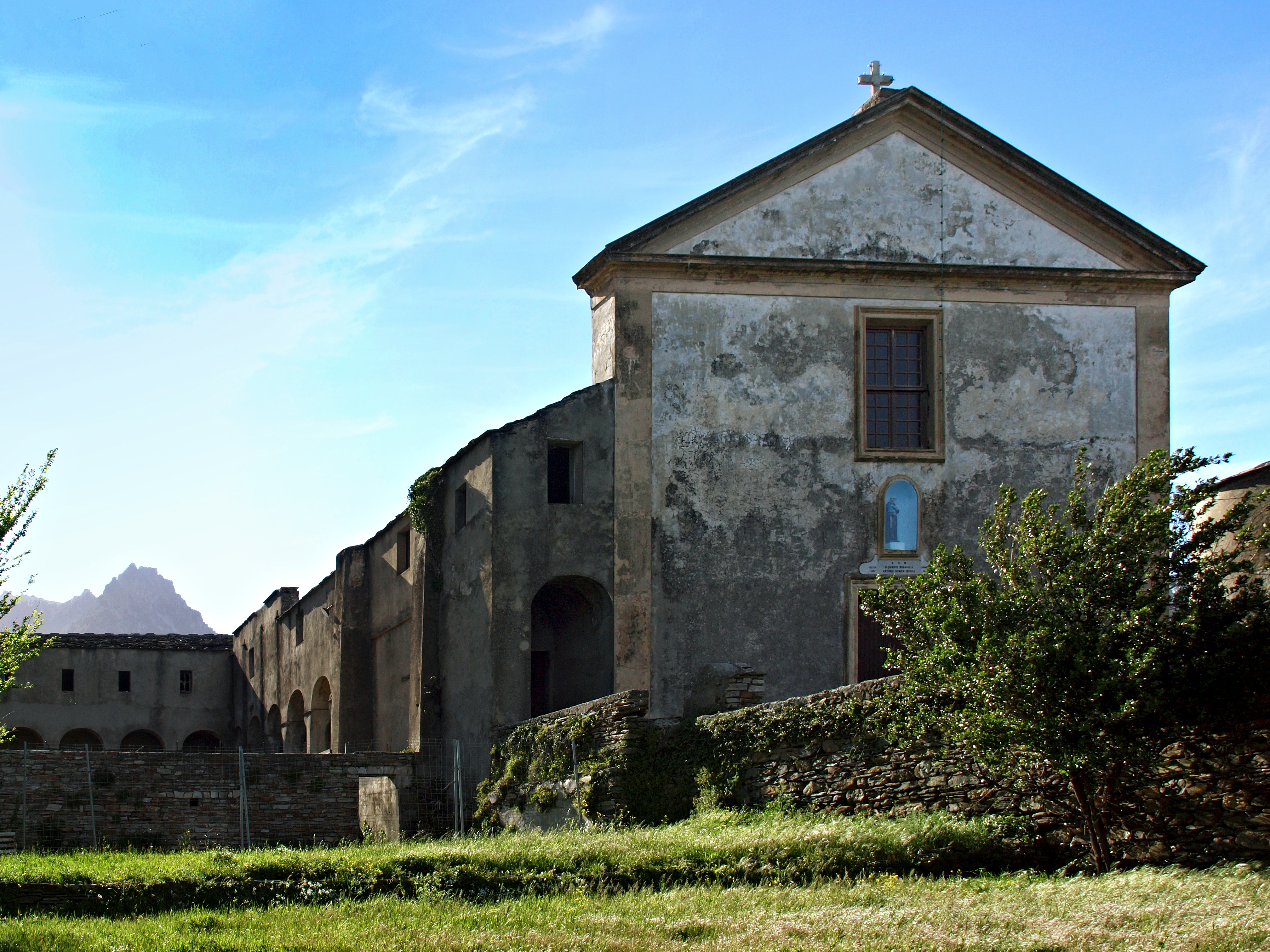
Sant' Antone.

Sant' Antone qui doit son nom à l'ancien couvent éponyme du XVIIe siècle, est un village composé de constructions récentes hormis les bâtiments du site religieux. Le couvent est désaffecté, aménagé avec les bungalows voisins, en centre de vacances. Mais l'église conventuelle est devenue paroissiale depuis le XVIIIe siècle. Elle possède un remarquable clocher isolé.
Le site offre un remarquable panorama sur la mer Tyrrhénienne et ses deux plus proches îles : Capraia et Elbe.

#### Ficaja
Ficaja (ou Vicaja ou bien encore E Ficaghje qui veut dire figueraie), est un vieux village qui possède une chapelle San Ghiseppu (Saint-Joseph). Deux grandes familles sont séparées par la route (Via Simizzo) les Ghizzo à l'ouest et les Simion à l'est, surplombant ces derniers

#### Partine
Partine (E Partine) est un vieux village aux maisons adossées les unes contre les autres, aux murs de pierre apparente et aux lourds toits de teghje. Le village possède une tour carrée habitée.

#### Turrezza
Turrezza ou Torretta est un très ancien village qui s'appelait jadis Tudessa. Le village tire son nom de son ancienne tour depuis disparue. Son église San Sixtu a été transformée.

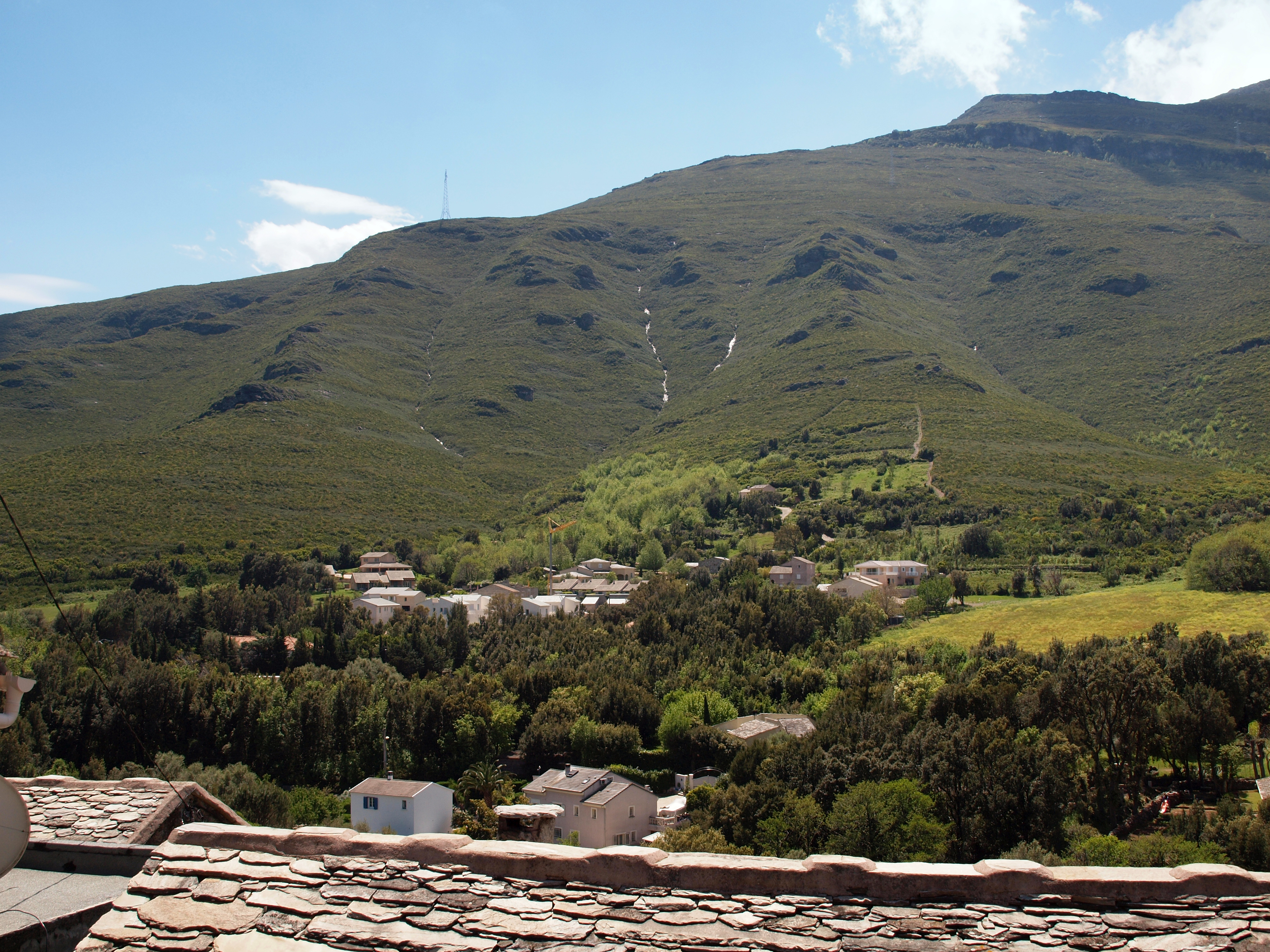
Canavaggia.
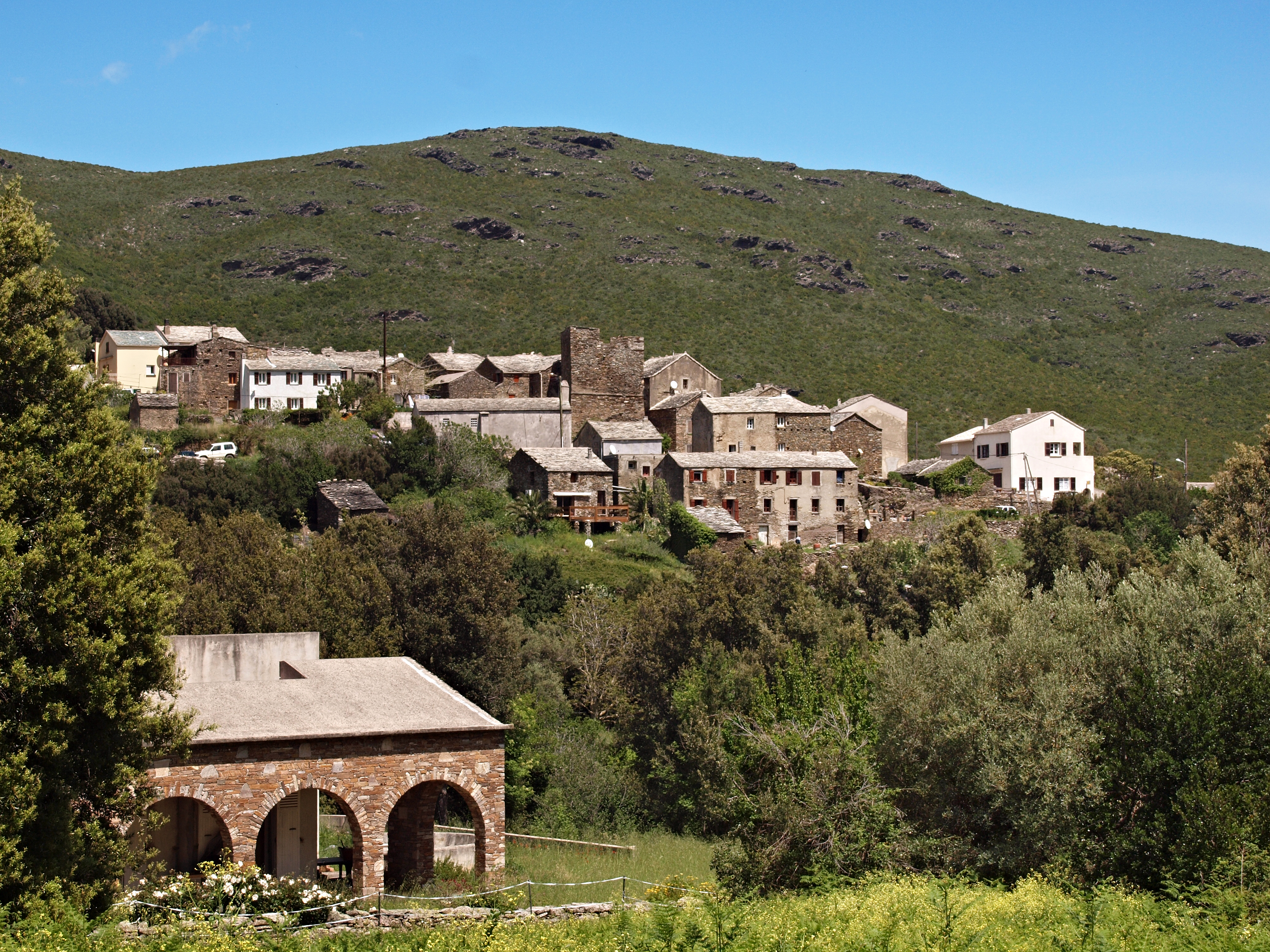
Crosciano.
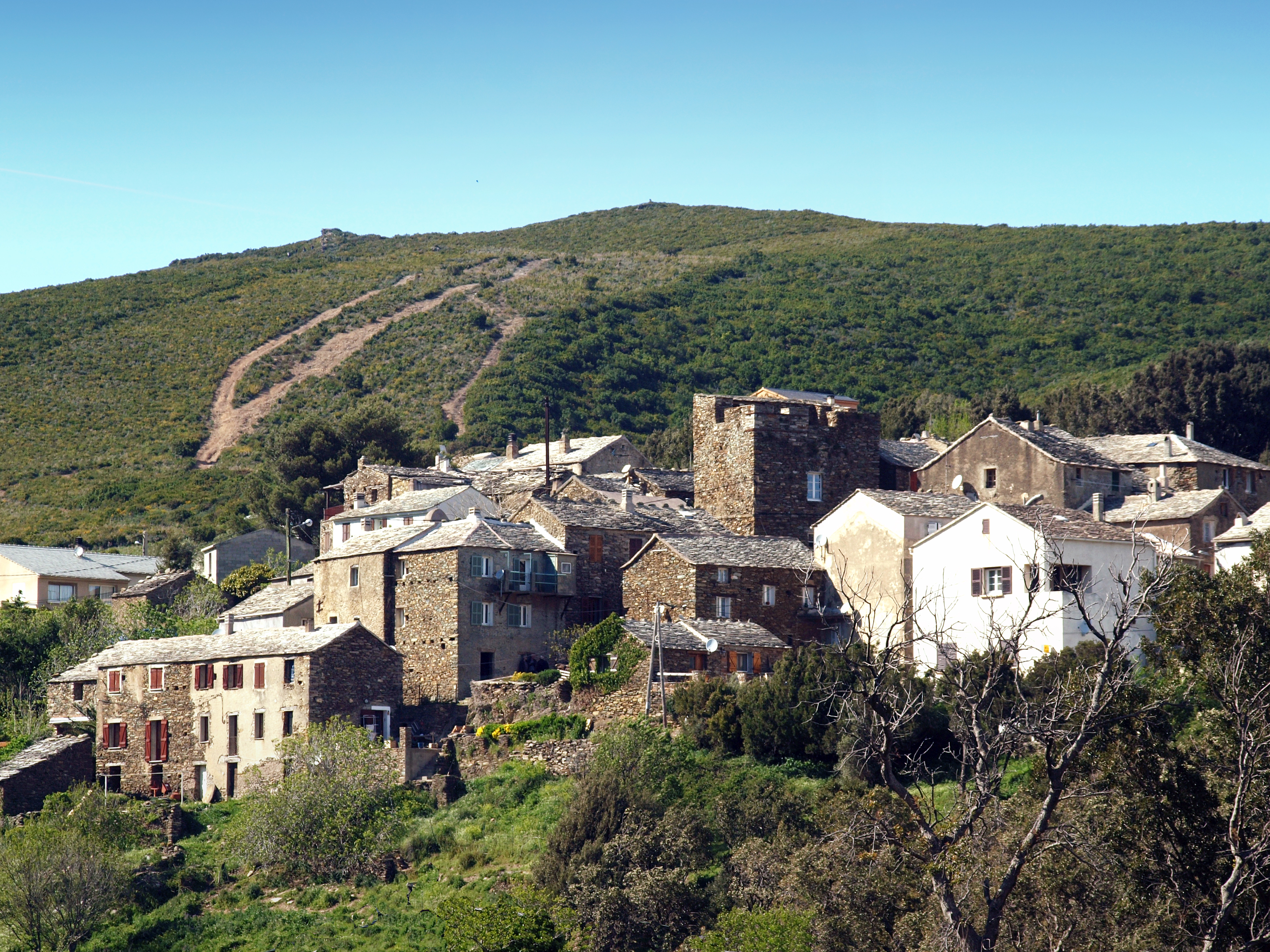
Ficaja.
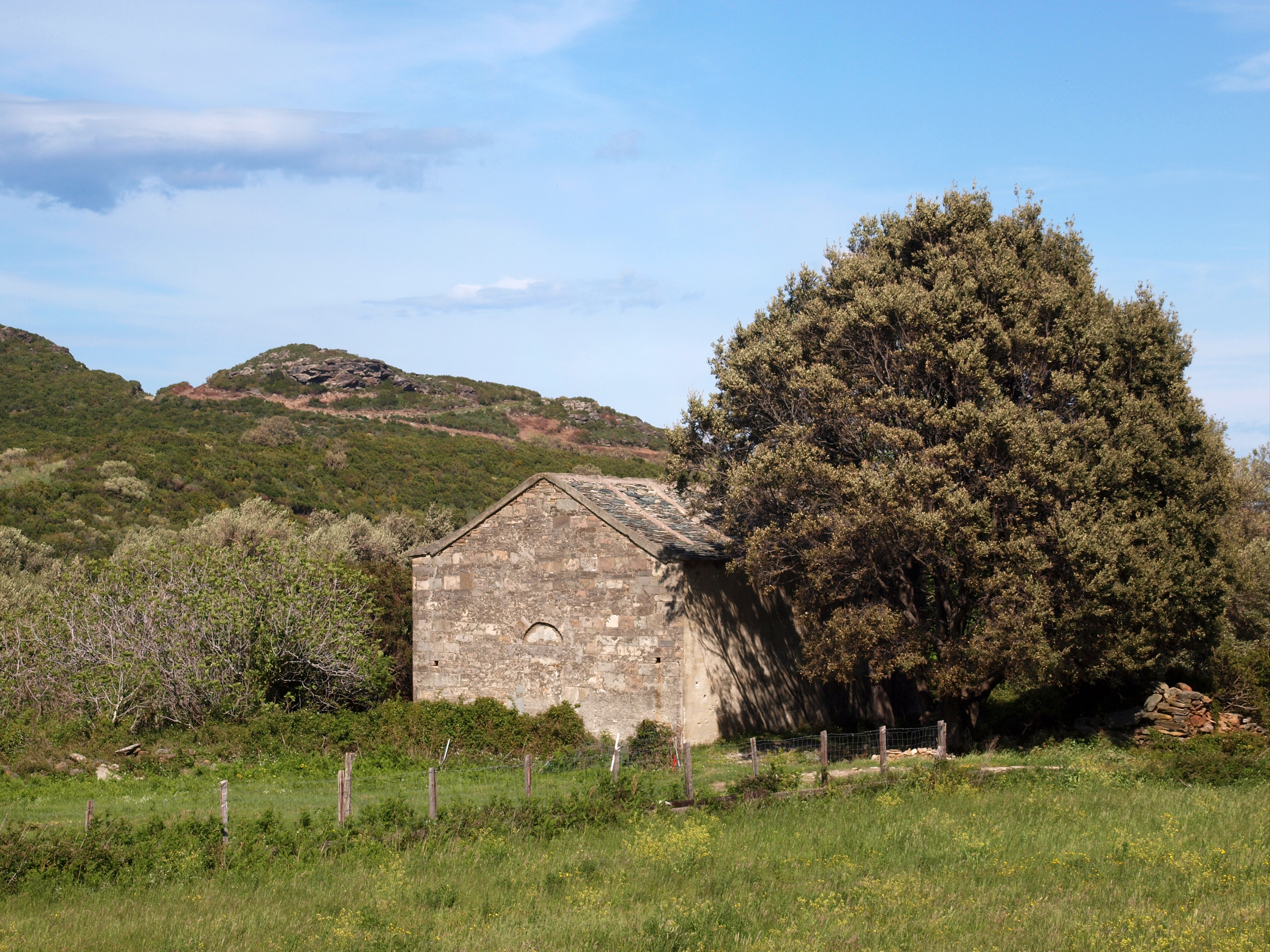
Pieve.
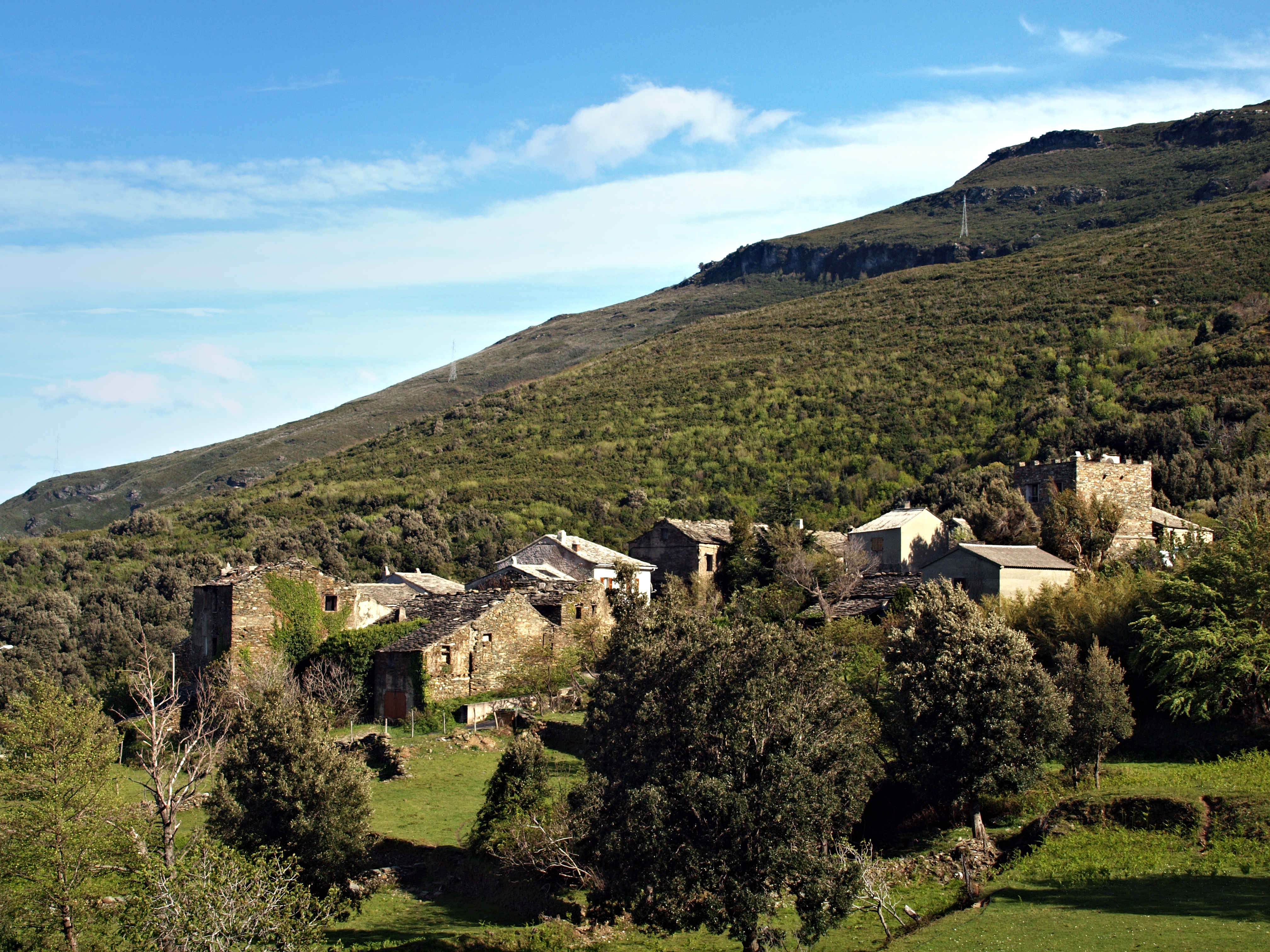
Turrezza.
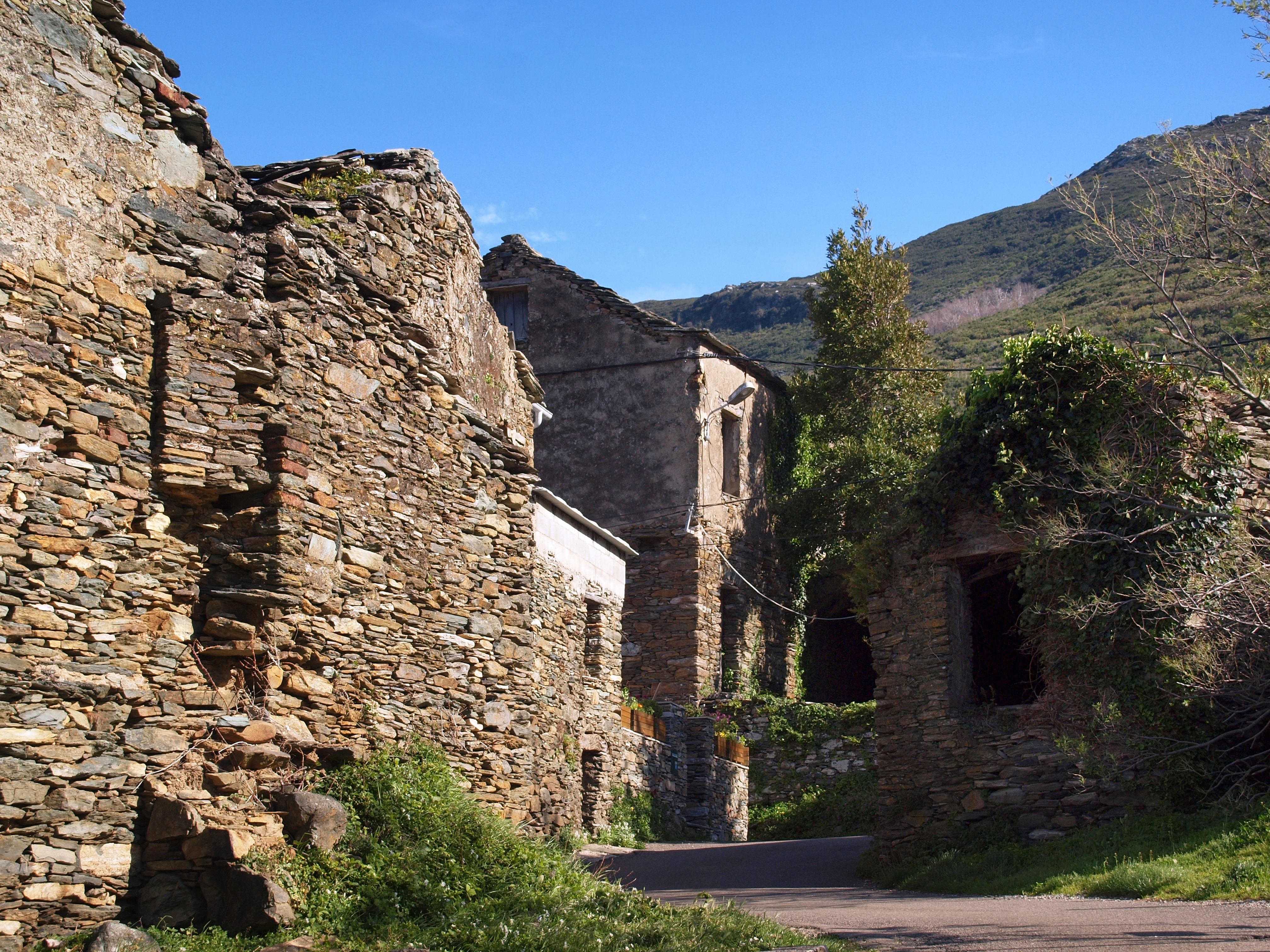
Vieilles maisons de Turrezza.

### La Mezania
La Mezania est la partie médiane de la vallée de Sisco. On y accède par la route D 32. Elle comporte successivement :

#### Balba
Balba, jadis appelé Berba, est un village moyenâgeux. S'y trouvent une tour ronde et une chapelle San Ghjacumu.

#### Chioso
Entre mer et montagne, Chioso était récemment encore, le village principal de la vallée de Sisco. À la fin du siècle dernier s'y trouvait la mairie.

#### Casella
Casella se situe au sud-est de Balba, desservi par la route D 32. Ce village possède la chapelle San Bartulumeu du XVIIIe siècle

#### Teghje
L'antique village tire certainement son nom des robustes toits de teghje (lauzes) couvrant ses vieilles maisons. L'une d'elles porte la date de 1459. Il faut emprunter une voie communale sans issue, pour accéder au village.

### Montagne de Sisco
En arrivant dans la partie montagneuse par la route D 32, on rencontre successivement :

#### Poggio
Poggio (Poghju) marque l'entrée du « bourg de Sisco », avec l'imposante église Saint-Martin au haut clocher, récemment restaurée, dominée par le cimetière auquel on accède par un escalier monumental depuis la place de l'église. Formé de quelques « maisons d'américains », grosses demeures qui pour la plupart, ne sont plus habitées l'hiver, Poggio est un hameau situé entre la chapelle Santa Maria Maddalena du XVe siècle au sud-est et l'église Saint-Martin (XIIIe siècle, XVIe siècle) au nord-ouest.
Au nord de Poggio, depuis la place de l'église, la route D 32 se poursuit jusqu'au territoire de Pietracorbara en franchissant le col de Santa Reparata, mais s'y termine en cul-de-sac. À ce col s'élevait une chapelle Santa Riparata construite vers 1741, disparue de nos jours. Elle était parfois désignée sous le vocable de Sant' Elisabetta.
De la RD 32, au lieu-dit Contra -du nom d'un hameau disparu qui avait une tour carrée, démarre la piste qui permet de rejoindre Olcani par la bocca di San Giuvanni -du nom de la chapelle existante San Giuvanni Evangelista. Gravement ruiné, ce sanctuaire daterait du XVIe siècle. Il remplacerait une ancienne monacchia chargée, dès le IVe siècle, d'une fonction missionnaire auprès de nombreuses populations pastorales qui parcouraient autrefois la Serra. Jusqu'à la fin du siècle dernier, nombreux étaient les Sischais (Sischèsi) et Olcanais (Olchinèsi) qui montaient en procession du col jusqu'à la croix du Pinzalone.
Au lieu-dit Pietriconi, se situe la carrière San Michele. Un rapport scientifique de site archéologique a été établi pour le sondage effectué sur la grotte de la carrière San Michele.
Au nord de la carrière, isolée sur un gros rocher noir de prasinites, se situe à flanc de montagne à 380 m d'altitude et à l'orée de la châtaigneraie, la remarquable chapelle romane San Michele du XIe siècle

#### Monacaja

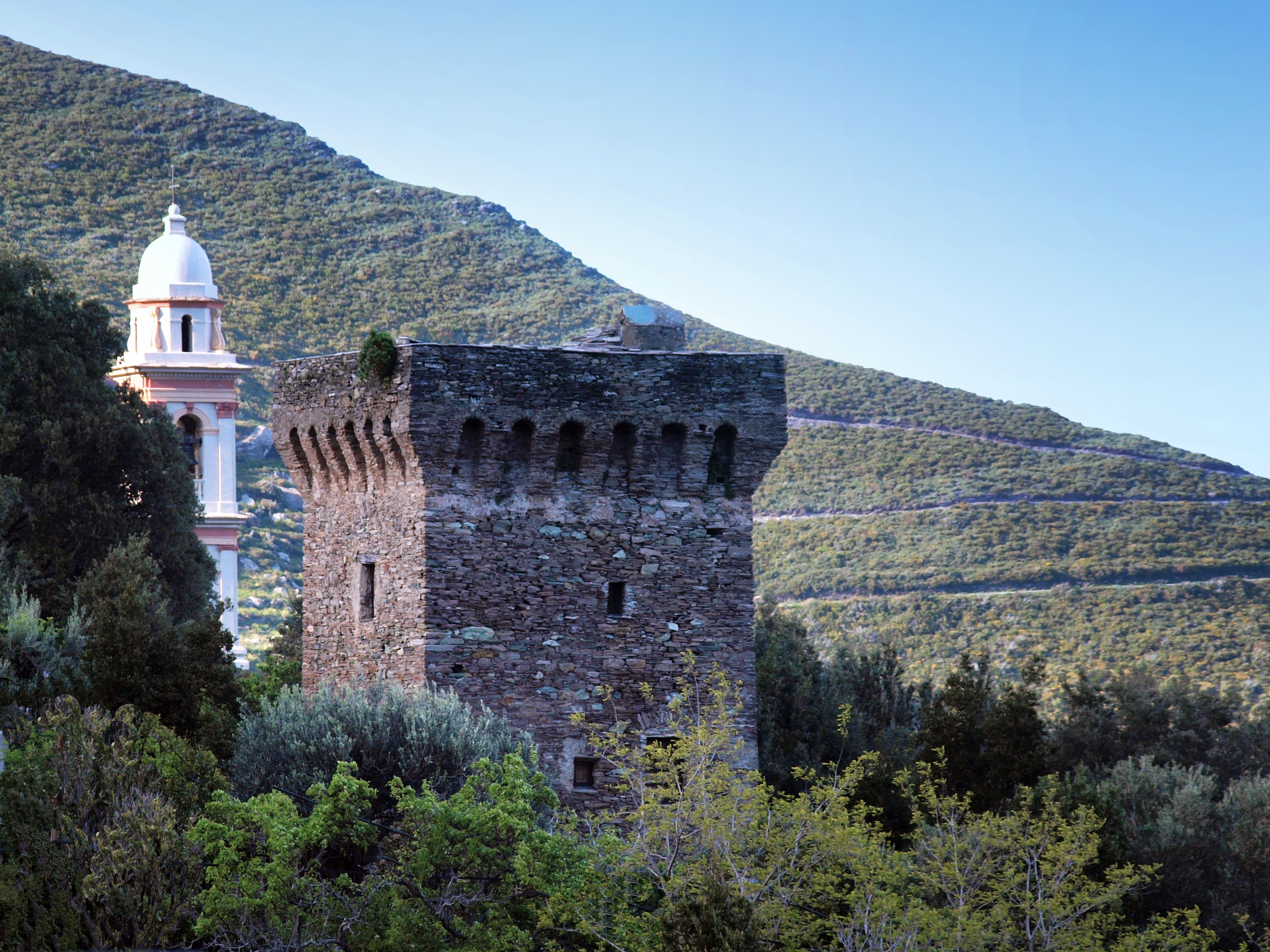
Tour de Monacaja.

Monacaja est un vieux village médiéval. Il doit son nom à la proche présence d'un ancien monastère (monacchia en corse) Santa Maria Maddalena qui était chargée d'une action missionnaire au Haut Moyen Âge. Le village, qui possède une remarquable tour carrée, abrite les locaux de la mairie.
S'y trouve, au lieu-dit Chioso, la villa Saint-Pierre, une « maison d'américain »  qui fut exécutée en 1883 selon le plan de l'opéra Bolivar à Caracas, à la demande d'un siscais, Pierre Battistini. Celui-ci avait fait fortune au XIXe siècle dans l'exploitation d'une mine d'or. Son remarquable jardin est repris à l'Inventaire général du patrimoine culturel de l'Unesco (documentation préalable).

#### Barrigioni

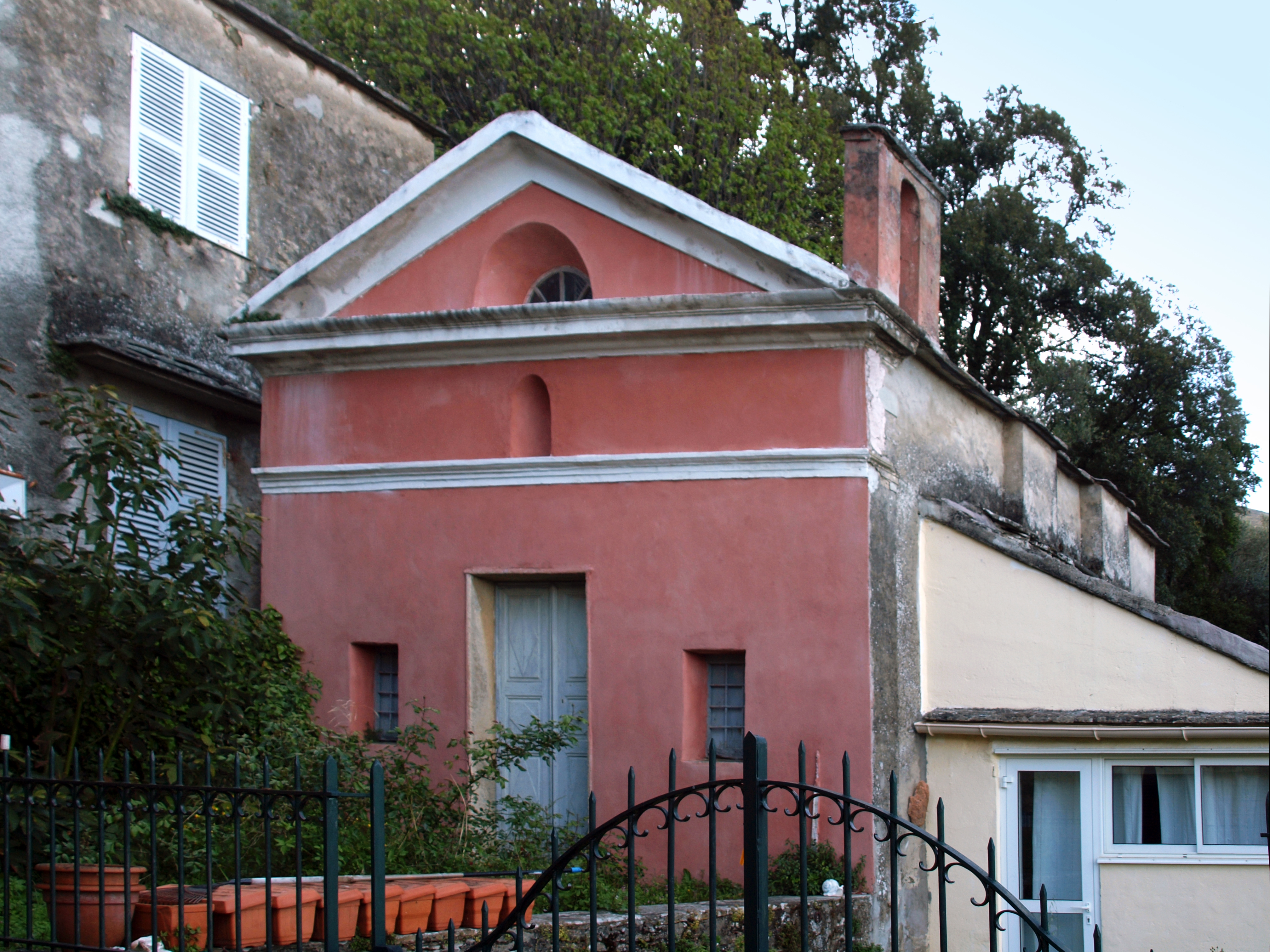
Chapelle Notre-Dame-des-Neiges.

Barrigioni (ou Barrigione), très ancien village, possède une tour carrée et une chapelle Santa Maria di a Nevi (Notre-Dame-des-Neiges). On y travaillait la laine et le lin jusqu'au XVIIIe siècle encore.

#### Cipronascu
Situé au sud de Barrigioni, Cipronascu est un petit village aux ruelles voûtées très fraîches en été. S'y trouve la chapelle San Lurenzu.
À environ 800 m à l'est, se trouvait jadis le village de Borgo-Vecchio avec sa chapelle San Bernardinu. Le village a entièrement disparu.

#### Busseto
Busseto se trouve un peu au sud de Cipronascu, en bout de la voie communale qui dessert les deux villages. Busseto doit son nom au buis (vient du grec pùksos).La plupart des maisons datent du XVe siècle.
Autrefois, au sud de Busseto, existait le hameau de Ficarella qui a été abandonné au XVIIIe siècle.

#### Assalaccia
Tout proche à l'ouest de Monacaja, bâti à une altitude moyenne de 400 m, le village d'Assalaccia domine Barrigioni. Il doit son nom au saule.
Au nord du village, part une petite route communale qui traverse des bosquets d'oliviers et de châtaigniers, et qui dessert le nouveau et petit hameau de Campure (Campre) formé de quelques maisons éparses le long de la route. Celle-ci aboutit à Pietrapiana.

#### Pietrapiana
Autrefois appelé Piana, le village de Pietrapiana est retiré du bourg. Situé à 440 m d'altitude sur le flanc oriental du Pinzalone, il offre un vaste panorama sur la mer Tyrrhénienne et des îles de l'archipel toscan.

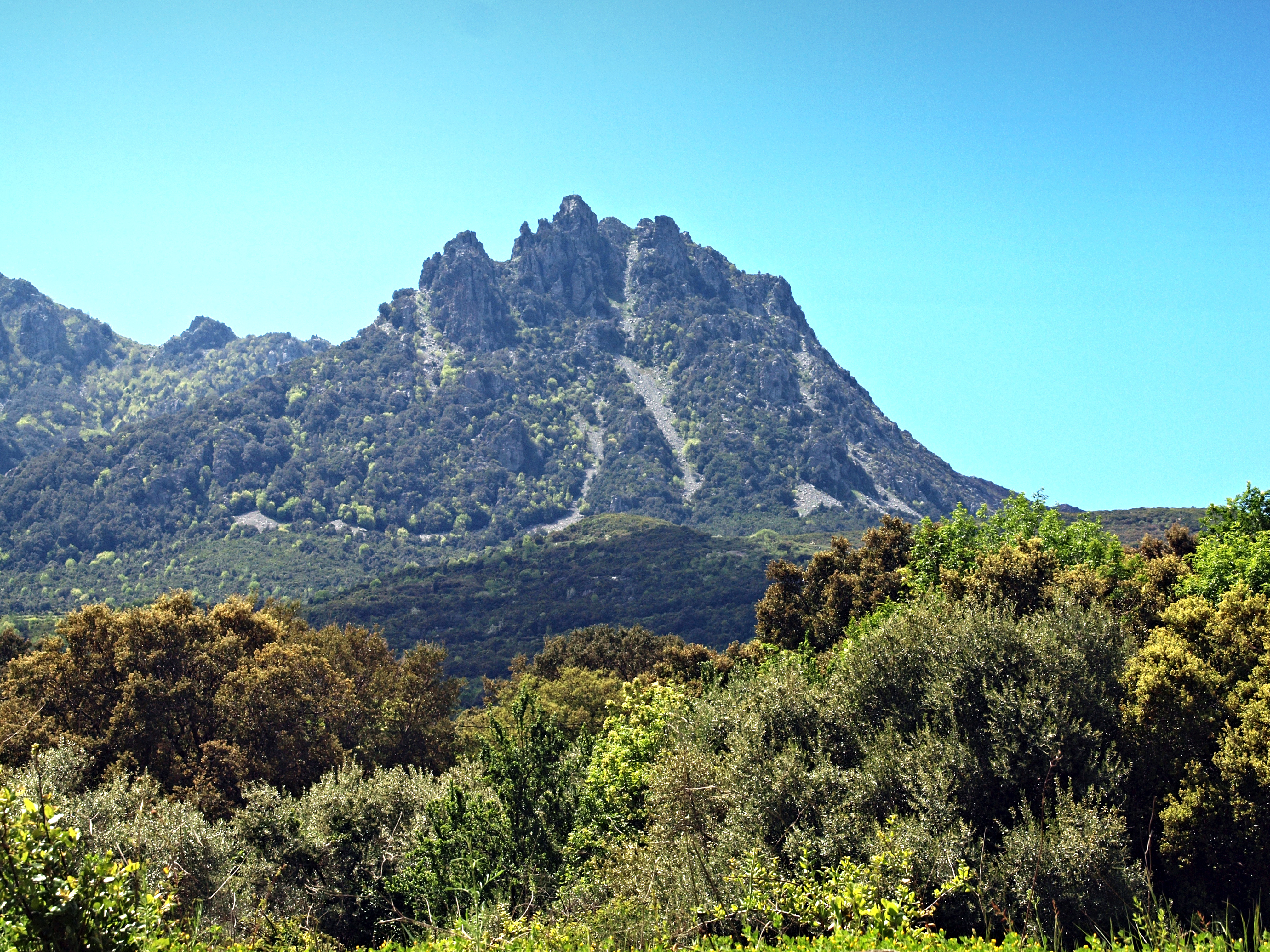
Aiguilles de Pinzalone.
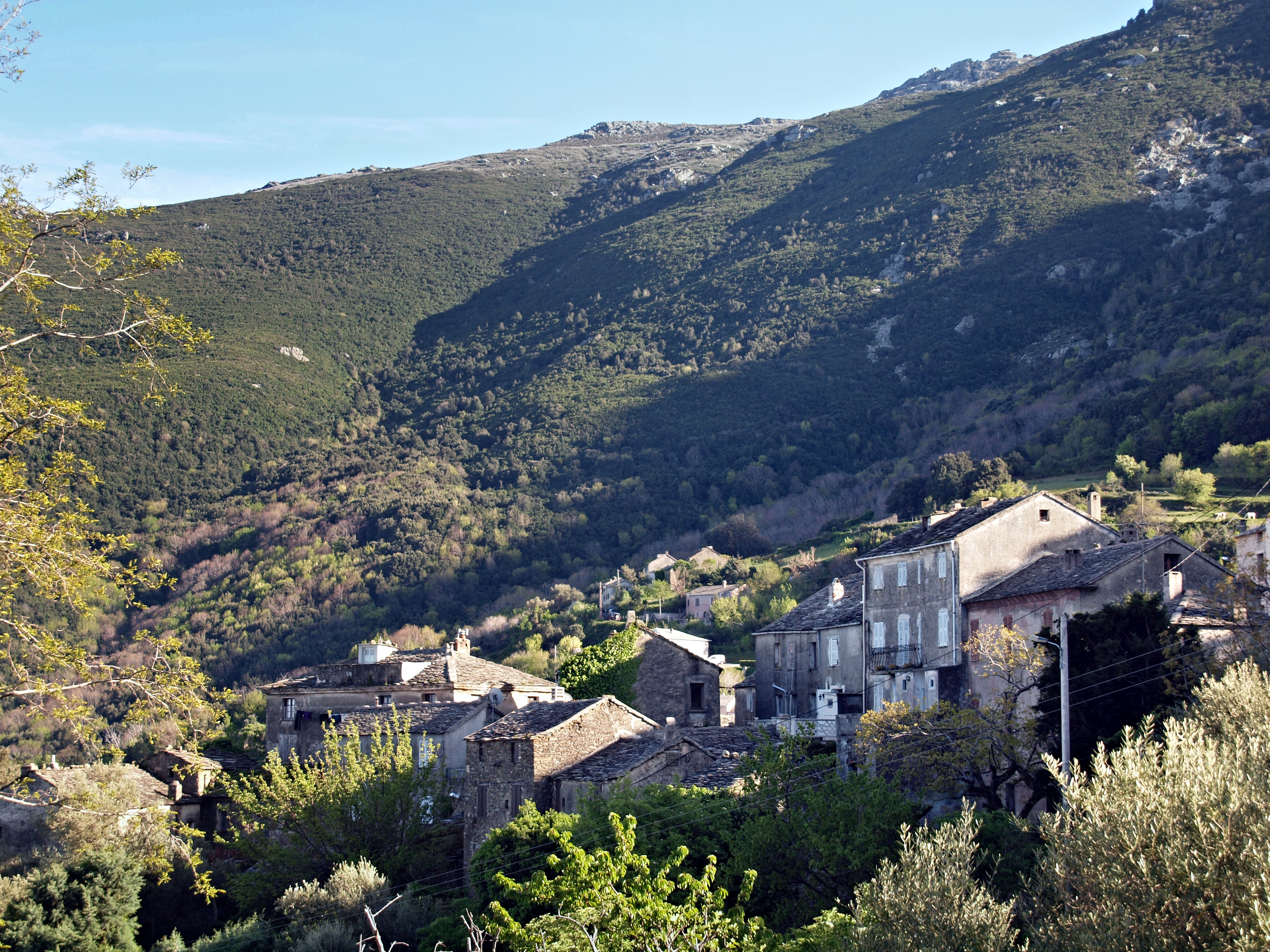
Barrigioni.
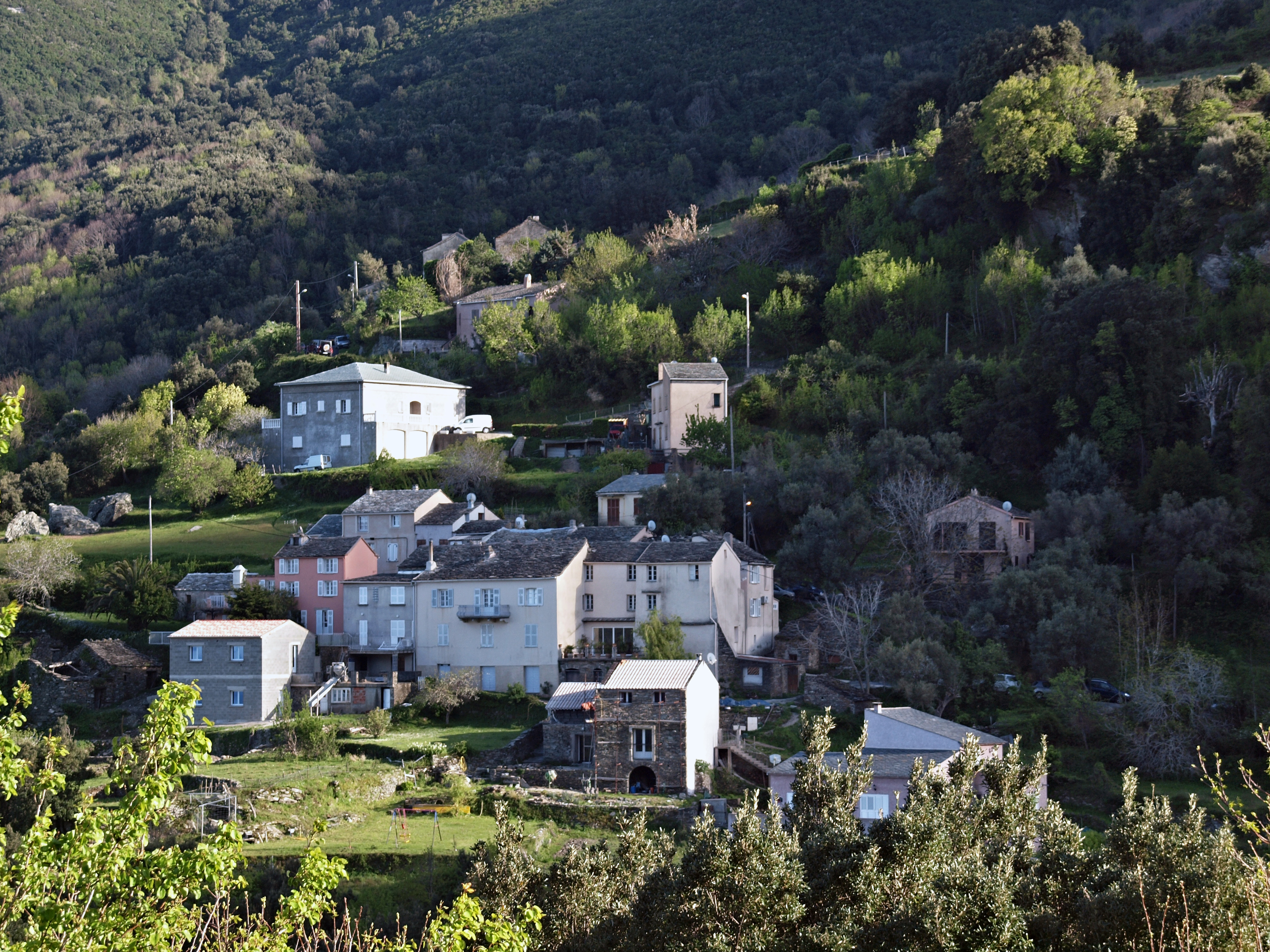
Cipronascu.
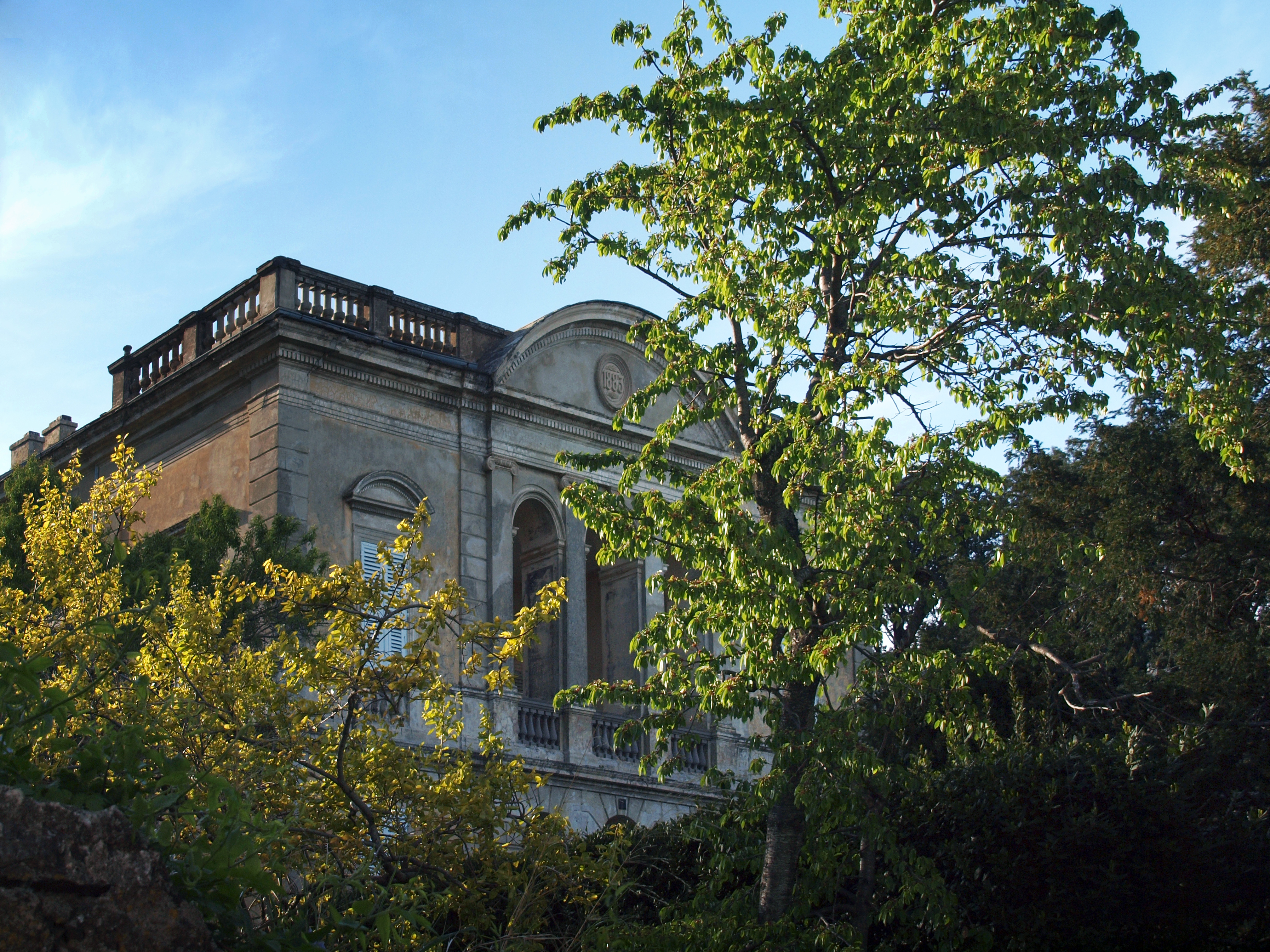
Villa Saint-Pierre à Chioso.

## Toponymie
Sisco a la caractéristique commune à de nombreux autres communes du Cap, celle d'être divisée en plusieurs villages et hameaux dont aucun ne porte le nom de Sisco (Cf. § Urbanisme pour l'origine des noms des villages et hameaux précités).
La vallée de Sisco doit peut-être son nom aux Phocéens qui la fréquentaient cinq siècles avant notre ère, pensant au mot grec skhistòs voulant dire « séparation » de la vallée par rapport aux vallées voisines.

## Histoire

### Antiquité
Les Romains avaient installé un poste militaire doté d'une tour sur le mont Cagnolo, à l'ouest de la vallée, pour pacifier la région. Le mont Cagnolo (1 017 m), est un point stratégique puisqu'il fut par la suite occupé par les Sarrasins qui y érigèrent au VIIIe siècle (?) un castello ai Mori (nom d'un lieu-dit aujourd'hui voisin du site). Ils l'occuperont jusqu'au XVIIe siècle.

### Moyen Âge

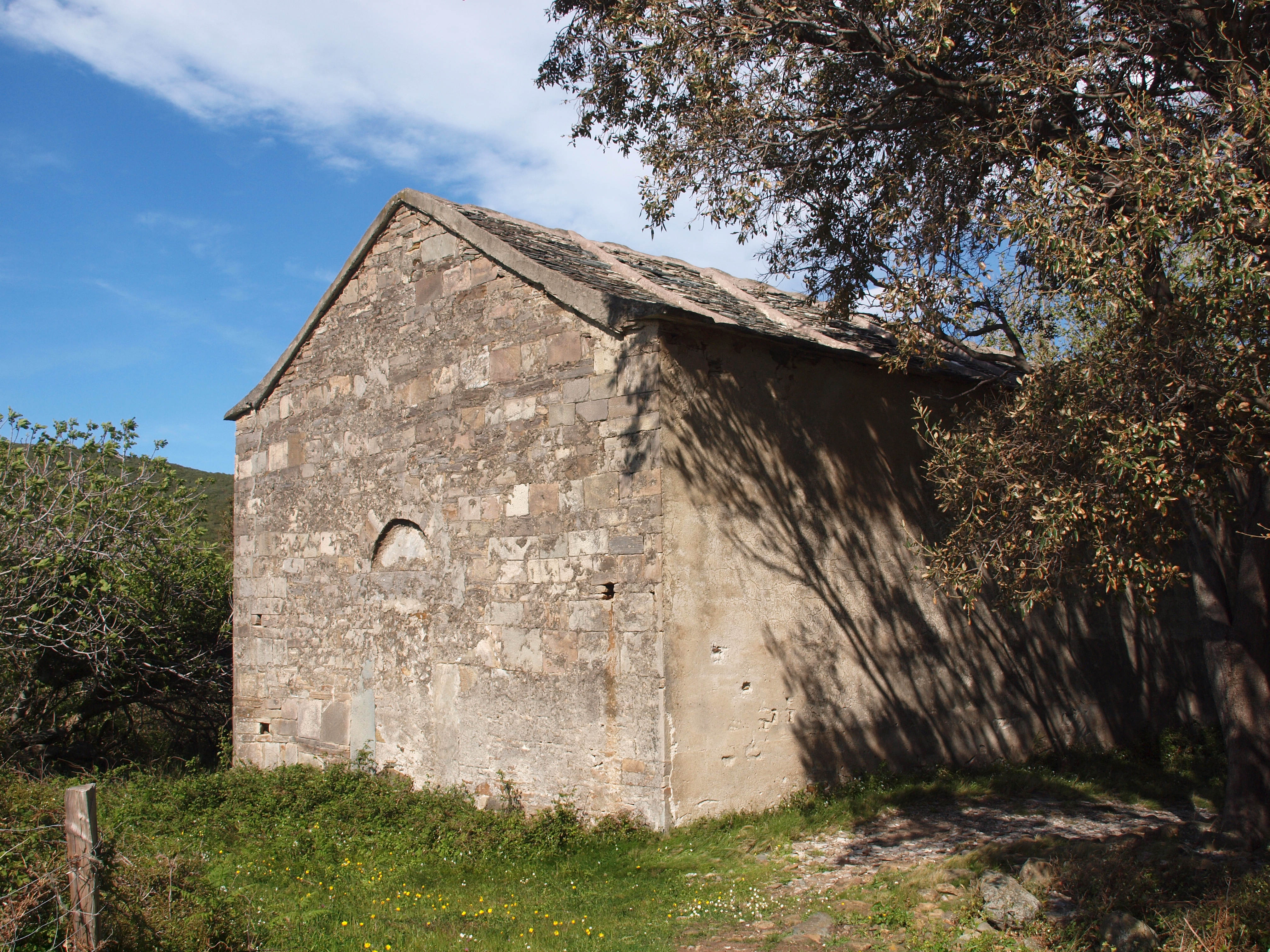
L'église pievane San Giuvanni.

De la fin du IXe siècle à 1052, Sisco a dépendu du fief d'Alberto de Loreto (seigneurs Loretesi), un des compagnons d'Oberto, un descendant de Boniface marquis toscan, dans l'expédition militaire pour reconquérir le nord-est de la Corse.
Alberto de Loreto (ancêtre des Loretesi d'Ajaccio Castelvecchio au Xe siècle) était Giudice (Juge) de plusieurs pievi, dont celle de Lota-Sagro (Brando-Sisco-Pietracorbara).
- 1052 - le fief devient celui des delle Suere qui ont chassé les Loretesi.
- 1082 - les Peverelli avec l'aide de Gênes, s'emparent de Olcani, Brando, Sisco et Pietracorbara.
- 1109 - Soutenus par Pise, les Avogari enlèvent aux Peverelli Olcani, Brando, Sisco, Pietracorbara, et attribuent des Statuts à leurs vassaux. Ces deux familles actives s'enrichissent dans le grand commerce méditerranéen.

De 1336 à 1625, Sisco a été, soit sous l'autorité du seigneur de Brando, soit sous la dépendance du seigneur de Canari.
- 1424 - Aidé par Gênes, Giudicello d'Ornano (les Ornano descendent de Trufetta, frère de Sinucello Della Rocca ou Giudice) prend Orese, délivre André de Gentile qui ravit Sisco et Pietracorbara au seigneur de Brando.

De 1483 à 1491, la vallée forma seule, un fief pour Malchior Gentile. Les six fiefs du Cap font promesse de vassalité à l'Office de Saint Georges.
Jusqu'au XIVe siècle existait la piève de Sisco dont San Giovanni Battista, l'église piévane avait été construite au Xe et XIe siècles dans le hameau nommé aujourd'hui Pieve, sur le site d'une ancienne bourgade déjà existante cinq siècles avant notre ère.
- De 1553 à 1559, la France et Gênes se disputent la Corse. Altobello et Raffaello de Gentile, pro-français, s'opposent aux seigneurs de Brando pro-génois.
  - En 1557, Fabio et Virgilio, deux fils d'Alessandro d'Erbalunga, périssent au cours d'un combat.
  - En 1557 et 1558, après la mort d'Altobello, Alfonso et Ercole Gentile d'Erbalunga, aidés par Gênes, contrôlent Sisco et Pietracorbara.
  - En 1558, après la mort de son autre fils Ercole, tué près de Bastia, Alessandro d'Erbalunga se retire à l'île d'Elbe.

### Temps modernes

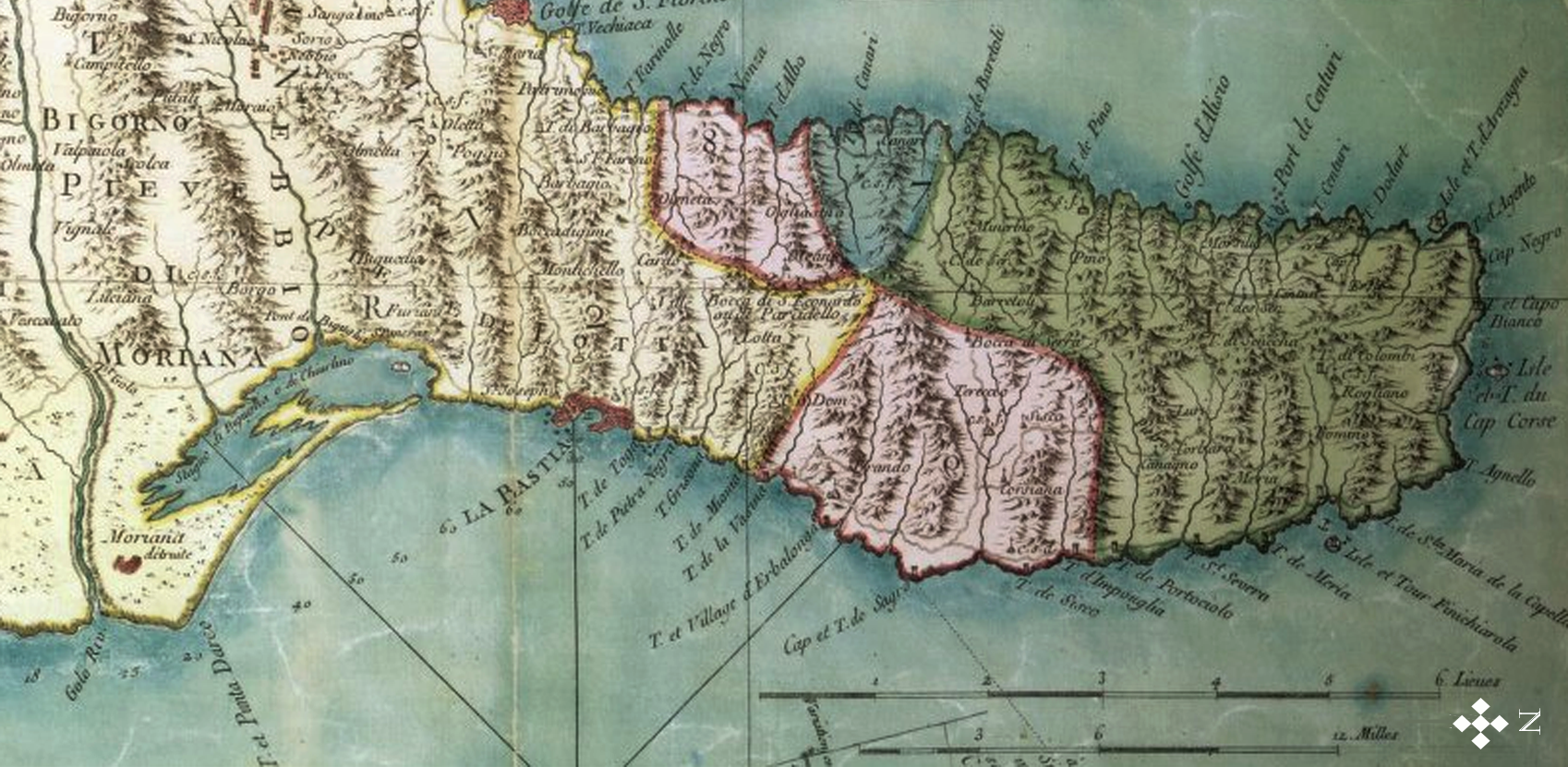
Le fief de Brando sur la carte militaire de Corse en 1768.

- Au XVIIe siècle, à partir de 1625, Sisco est administré par Gênes.
  - Sisco se trouve dans la piève civile de Brando qui était toujours officiellement qualifée de fief pour ménager les seigneurs locaux dépossédés.
  - Sisco est l'une des cinq pieves judiciaires du Cap Corse qui dépendaient du tribunal de Bastia jusqu'en 1764. À sa tête il y avait un "auditeur" dans le rôle d'un juge de première instance. Au-dessus se trouvait le tribunal provincial de la Tour du Cap à Rogliano, tour qui était aussi le centre de la Pruvincia di Capu Corsu (province civile) et la résidence des gouverneurs génois.
  - Sisco se trouve dans la pieve religieuse de Brando, l'une des six pièves du Cap Corse, qui était formée des anciennes pièves d'Ampuglia, de Sisco et de Brando.
- 1762 - Sisco se rallie à Paoli.
- 1768 - Passant sous administration militaire française, la pieve de Brando change de nom pour celui de pieve de Sagro.
- 1789 - La Corse fait partie du royaume de France. Avec la Révolution française, est créé en 1790 le département de Corse, puis en 1793, celui de El Golo (l'actuelle Haute-Corse). La commune portait le nom de Sises (an II).
- 1793 - Après la Révolution, la pieve de Sagro devient le canton de Sagro (chef-lieu Brando).
- 1801 - On retrouve le même nom de Sises au Bulletin des lois.
- 1828 - Le canton de Sagro devient le canton de Brando.
- 1838 - Construction de la route nommée aujourd'hui D 80[Note 8].

### Époque contemporaine
- 1954 - Le canton de Brando est formé avec les communes de Brando, Pietracorbara et Sisco. La commune compte alors 500 habitants[15].
- 1973 : Avec la réforme territoriale, le canton de Sagro-di-Santa-Giulia est créé par la fusion imposée des anciens cantons de Nonza et Brando.

## Économie
Du Moyen Âge au XIXe siècle, Sisco fut un centre agricole et industriel actif. Oignons, vins, marbres, aiguilles, serpes, armes blanches, cuirasses, outillage, bijoux, dentelles, toiles, grandes pèlerines en poil de chèvre, laine, chanvre... étaient exportés, vers la Toscane particulièrement. Dans les années 1950, la commune produisait encore 300 tonnes d'oignons, au point que les marchands d'oignons siscais étaient surnommés Cipulli. La terre a été abandonnée, l'émigration amorcée vers 1884 s'est transformée en exode massif à partir de 1918, les nombreux jeunes gens morts lors de la Première Guerre mondiale... expliquent la désertification des villages et hameaux de l'intérieur à une époque où il n'y avait plus rien à craindre de l'envahisseur sarrasin ou ottoman.
La vigne qui était cultivée, a totalement disparu, tout comme les deux coopératives laitières qui alimentaient la région bastiaise en lait cru de vache, jusqu'à plus de 1 500 litres par jour. Sur les dix-huit moulins à céréales et à huile que comptait la commune, certains sont encore visibles comme celui au hameau de Balba.
L'Extraction des pierres de lauzes sont toujours exploitées à la carrière située au nord du sémaphore de Sagro.

## Politique et administration

### Liste des maires
| Période                                  | Période  | Identité           | Étiquette | Qualité |
| ---------------------------------------- | -------- | ------------------ | --------- | --- |
| 1989                                     | en cours | Ange-Pierre Vivoni | PS        | Retraité de l'enseignement Conseiller général du canton de Sagro-di-Santa-Giulia (2011-2015) Président de l'Association des Maires de Haute-Corse |
| Les données manquantes sont à compléter. |          |                    |           | |

## Population et société

### Démographie
L'évolution du nombre d'habitants est connue à travers les recensements de la population effectués dans la commune depuis 1800. Pour les communes de moins de 10 000 habitants, une enquête de recensement portant sur toute la population est réalisée tous les cinq ans, les populations de référence des années intermédiaires étant quant à elles estimées par interpolation ou extrapolation. Pour la commune, le premier recensement exhaustif entrant dans le cadre du nouveau dispositif a été réalisé en 2007.

En 2022, la commune comptait 1 172 habitants, en évolution de +2,36 % par rapport à 2016 (Haute-Corse : +5,15 %, France hors Mayotte : +2,11 %).
| 1800 | 1806 | 1821 | 1831 | 1836 | 1841 | 1846 | 1851 | 1856 |
| ---- | ---- | ---- | ---- | ---- | ---- | ---- | ---- | ---- |
| 812  | 871  | 955  | 923  | 952  | 915  | 970  | 940  | 960  |

| 1861 | 1866 | 1872  | 1876  | 1881  | 1886  | 1891 | 1896 | 1901 |
| ---- | ---- | ----- | ----- | ----- | ----- | ---- | ---- | ---- |
| 940  | 902  | 1 016 | 1 019 | 1 154 | 1 014 | 930  | 899  | 867  |

| 1906 | 1911 | 1921 | 1926 | 1931 | 1936 | 1946 | 1954 | 1962 |
| ---- | ---- | ---- | ---- | ---- | ---- | ---- | ---- | ---- |
| 859  | 905  | 736  | 729  | 741  | 726  | 574  | 500  | 485  |

| 1968 | 1975 | 1982 | 1990 | 1999 | 2006 | 2007 | 2012  | 2017  |
| ---- | ---- | ---- | ---- | ---- | ---- | ---- | ----- | ----- |
| 497  | 501  | 514  | 616  | 743  | 901  | 923  | 1 030 | 1 169 |

| 2022  | - | - | - | - | - | - | - | - |
| ----- | - | - | - | - | - | - | - | - |
| 1 172 | - | - | - | - | - | - | - | - |

### Enseignement
Il existe à la Marine de Sisco une école maternelle / primaire. elle compte 65 élèves pour l’année scolaire 2019/2020. En 2021/2022, l'établissement recensait 76 élèves, dont 33 écoliers étaient en maternelle.

### Cultes
Les deux paroisses (Sant' Antone et San Martinu) relèvent du diocèse d'Ajaccio.

### Manifestations culturelles et festivités

#### Fêtes et loisirs
- Le 13 juin, fête de la Saint-Antoine.
- Le 25 novembre, Sainte-Catherine (Catalina), fête patronale.
- Le Club de Judo siscais. Il comptait une quinzaine de membres en novembre 2018.

#### Promenades

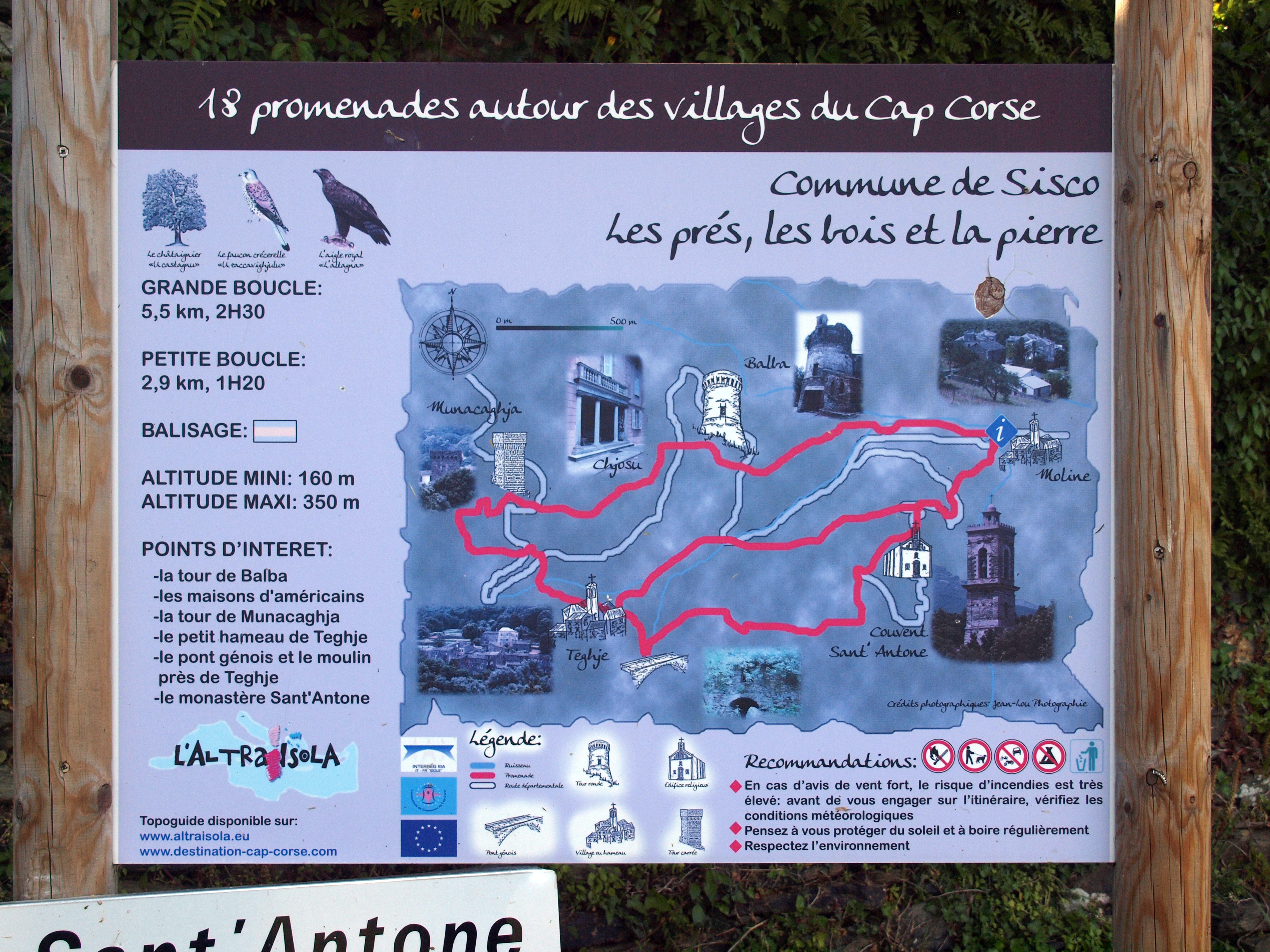
Panneau du sentier de découverte patrimonial.

- Les prés, les bois et la pierre, promenade proposée autour de la commune de Sisco par les indications d'un panneau « Promenade autour des Villages du Cap Corse » placé à proximité de l'ancien couvent Sant' Antone.
- Promenade à cheval dans la plaine de Sisco

#### Randonnées
- Le sentier des Crêtes du massif de la Serra, est un parcours pour marcheurs confirmés en raison de dénivelés importants. Il est long de 48 kilomètres, et relie le port de Toga (Bastia) à Centuri-Port. Il emprunte les crêtes de Sisco dans ses étapes 3 et 4[23].
- Les chemins du Syndicat Bocca du San Ghjuvani. Ce sont quatorze itinéraires au balisage orange qui relient les deux côtés du Cap Corse. En 1977 est né le premier itinéraire, une piste de quatorze kilomètres qui relie les communes de Sisco à l’est, à Olcani à l’ouest[23].

## Culture locale et patrimoine

### Lieux et monuments
La plupart des anciens hameaux de la vallée ont une chapelle, et la vallée, ayant été jusqu'après la guerre de 40, divisée en deux paroisses. Il existe deux églises paroissiales dans la même commune : l'église San Martinu et l'église Sant' Antone, ainsi que deux anciens couvents.
- Monument aux morts, isolé, situé à proximité du hameau de Balba.

#### Ancien couvent Sainte-Catherine

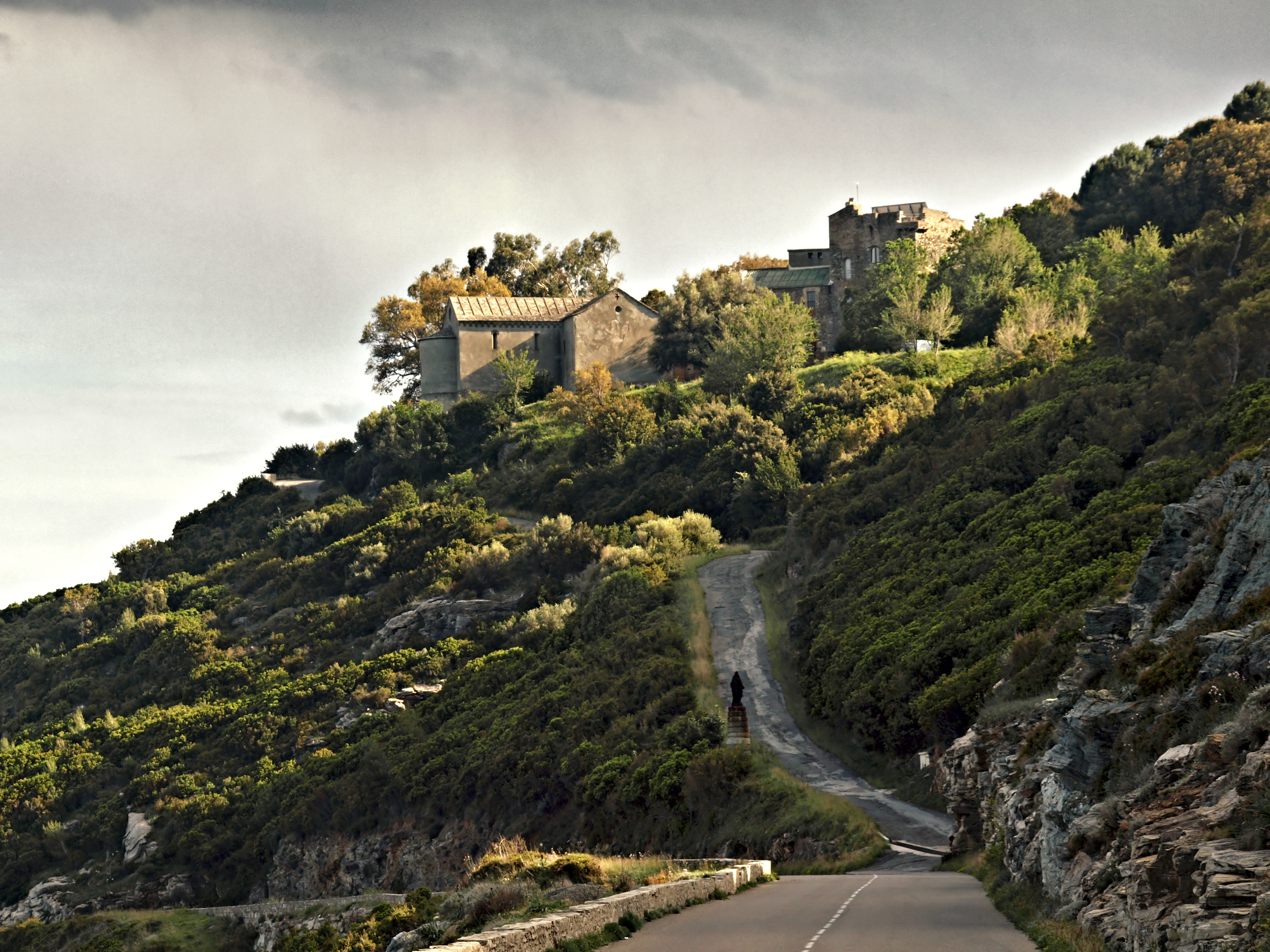
Couvent Sainte-Catherine.

L'édifice religieux Santa Catalina date du XIVe, remanié aux XVe, XVIe et XVIIe siècles. L'église conventuelle en partie édifié au XIIe siècle sur la crypte des Tomboli, remplaçait un oratoire du IIIe siècle ou IVe siècle. Elle se situe à un kilomètre au nord de la commune, au-dessus de la route D 80, son accès dominée par une statue de sainte Catherine.
En 1355 une caisse remplie de saintes reliques y fut déposée par des marins en perdition ; ceux-ci avaient fait le vœu de les laisser en don à la première église où ils prendraient terre. Par suite de l'affluence de plus en plus importante de pèlerins au sanctuaire, une église plus grande est bâtie, attenante à l'oratoire.

#### Ancienne église du couvent Sainte-Catherine
Il s'agit de l'ancienne église du couvent d'Augustins puis de Servites de Marie, actuellement chapelle Sainte-Catherine-d'Alexandrie. Sous le chœur fut aménagée une chapelle souterraine, disposée en demi-cercle, son accès se faisant par des escaliers partant d'ouvertures pratiquées dans le dallage. L'autel contenait les reliques.
De style pisan, l'église fut consacrée en 1469. Son abside est entourée d'une arcature en pierre en plein cintre.
Près de l'église conventuelle romane du XIIe siècle a été construite au XIVe siècle une tour carrée. Détruite après un raid sarrasin, elle est reconstruite au XVIe siècle, fortifiée et aménagée en couvent de Servites. La tour servait d'habitation aux prêtres qui desservaient l'église et veillaient sur les reliques. Dans cette tour furent également logés les gardes qui garantissaient la chapelle contre les incursions mauresques. Le site fut souvent saccagé par les Barbaresques jusqu'en 1731.
Le bâtiment conventuel, propriété d'une personne privée (transformé en chambre d'hôtes), et l'église, propriété de la commune, fermée au public, sont inscrits Monument historique par arrêté du 7 mars 1957.

#### Ancien couvent Sant' Antone
Le couvent Saint-Antoine-de-Padoue (Sant' Antone) a été édifié au XVIIe siècle. Il a été occupé par des récollets. Désaffecté, il a été acquis par la commune. En 1964, les bâtiments, ainsi que des bungalows voisins d'un ancien camp de vacances abandonné, ont été aménagés en colonie de vacances.

#### Ancienne église du convent Saint-Antoine de Padoue
L'ancienne église conventuelle Saint-Antoine-de-Padoue (Sant' Antone) au remarquable clocher isolé, est devenue paroissiale depuis le XVIIIe siècle. La statue du saint orne la niche située au-dessus du portail de l'église. Elle renferme 40 œuvres remarquables reprises à l'Inventaire général du patrimoine culturel.

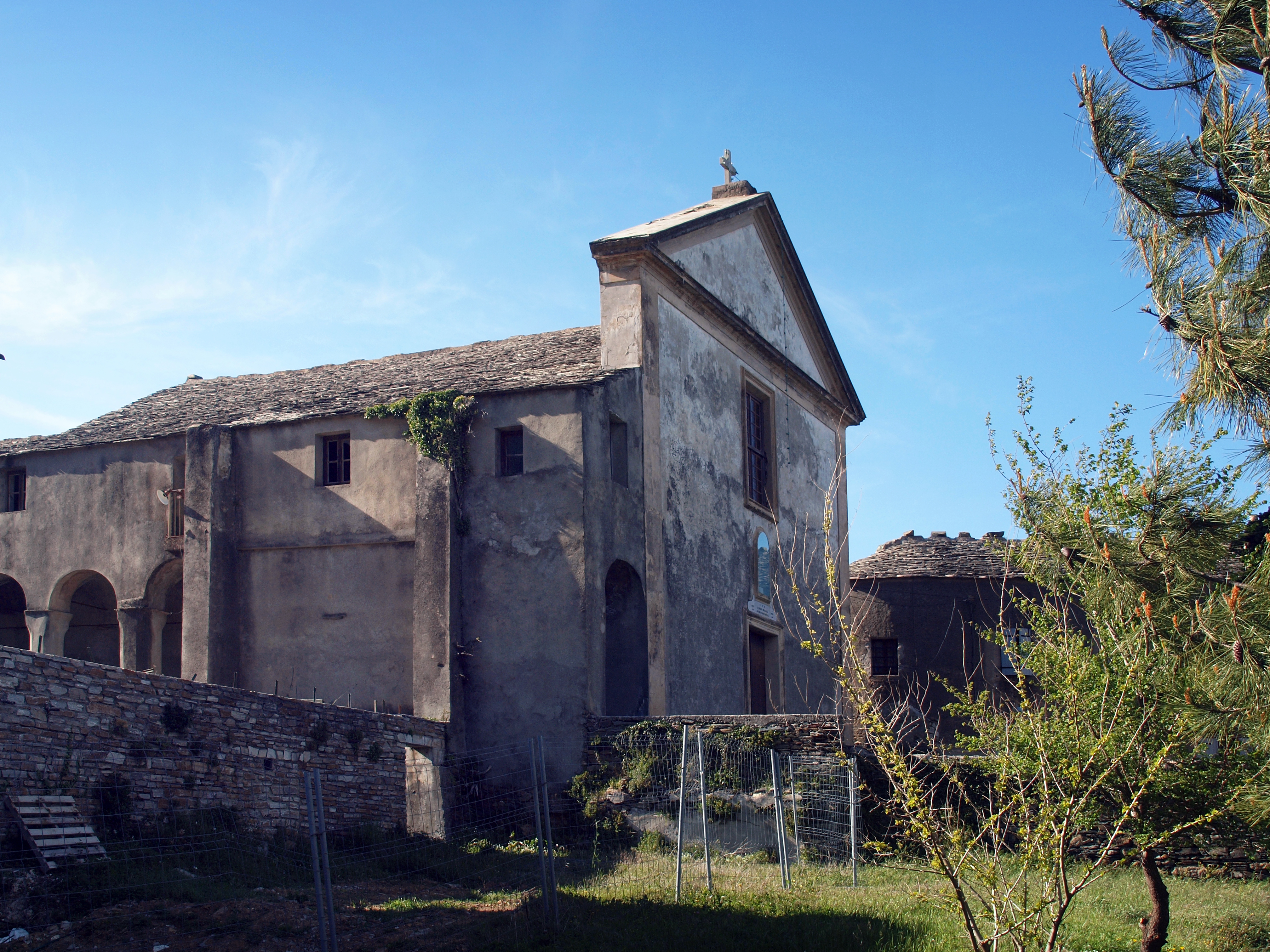
Façade sud.
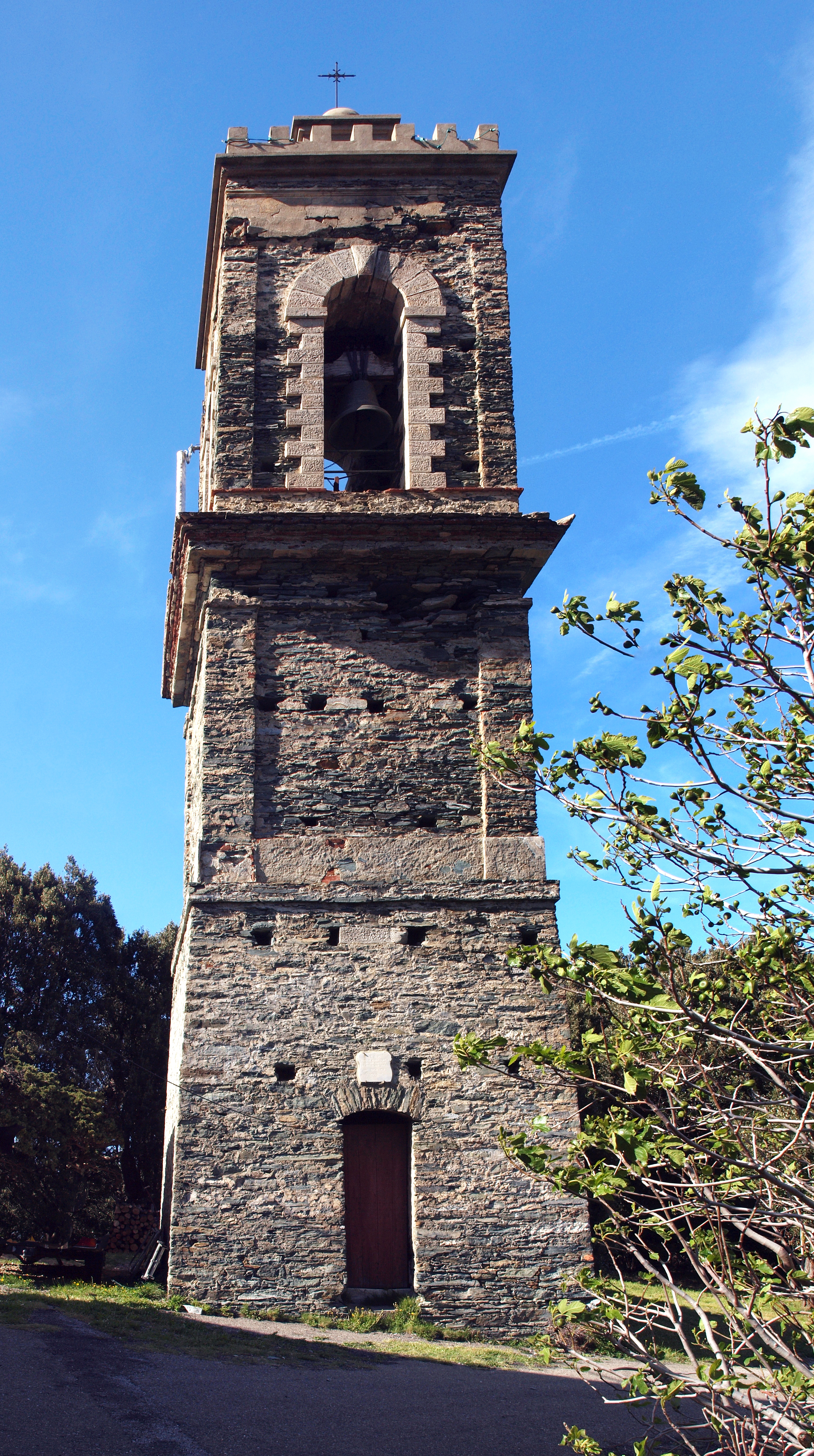
Clocher.
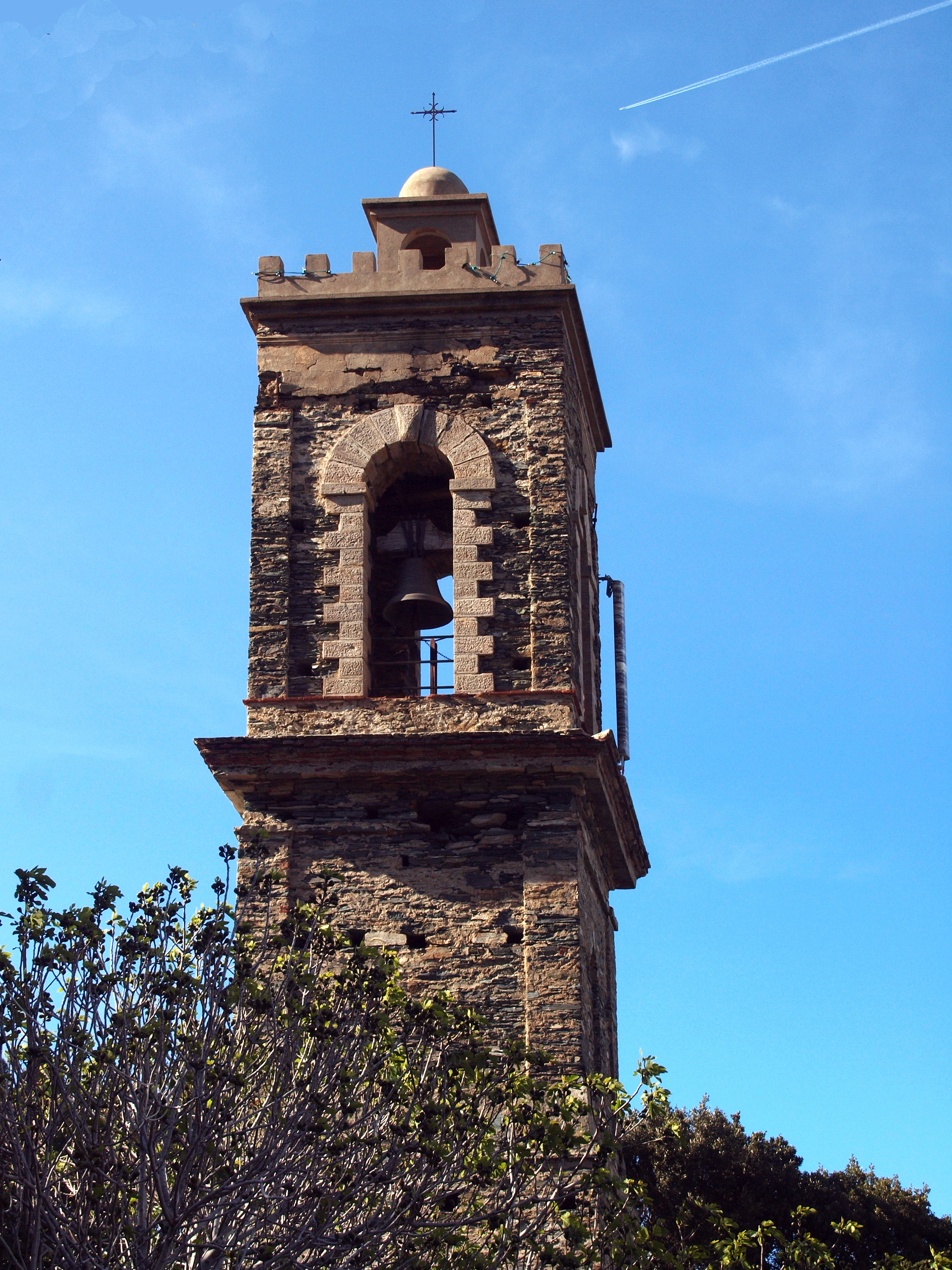
Clocher.
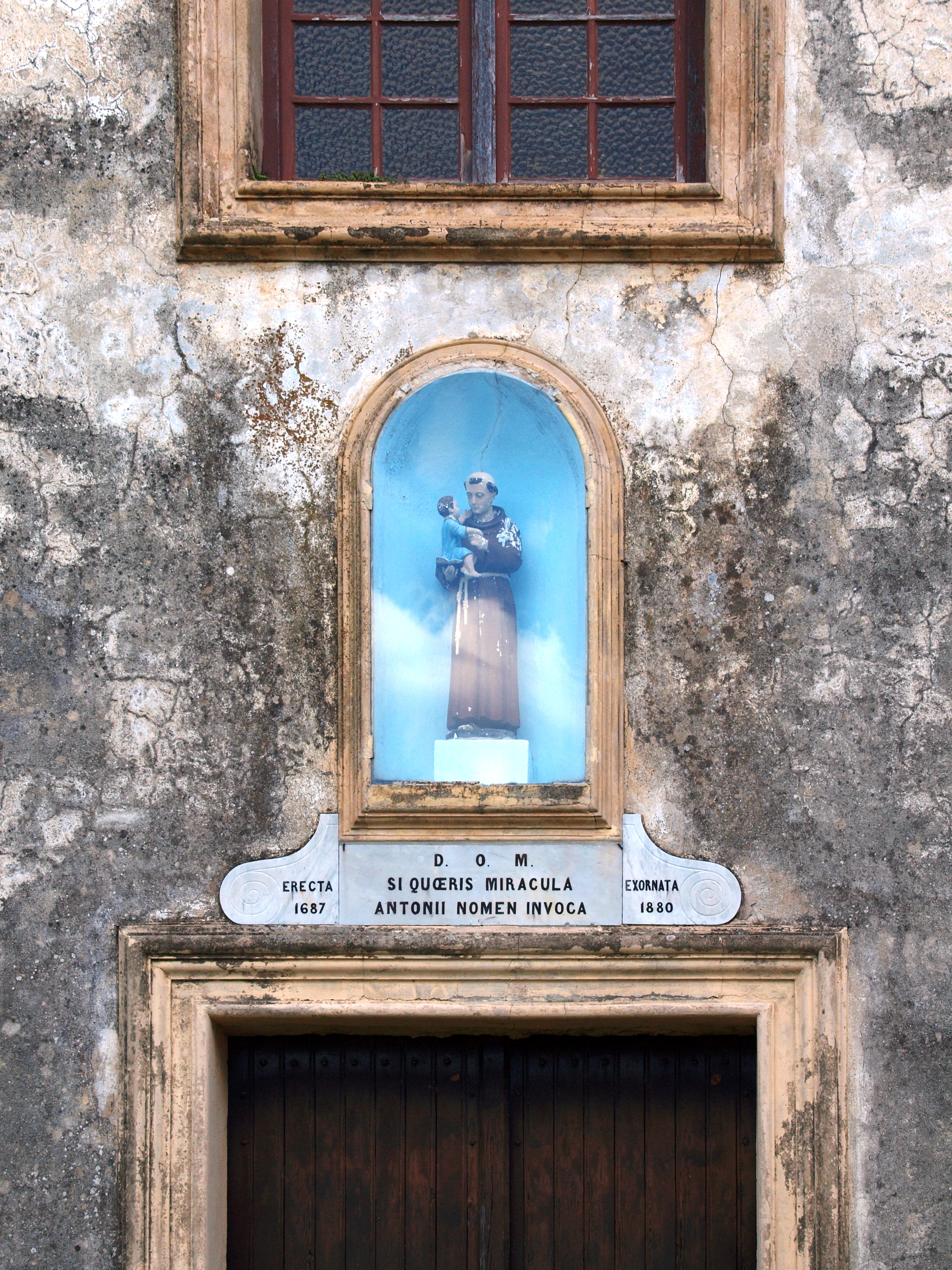
Niche Saint-Antoine.
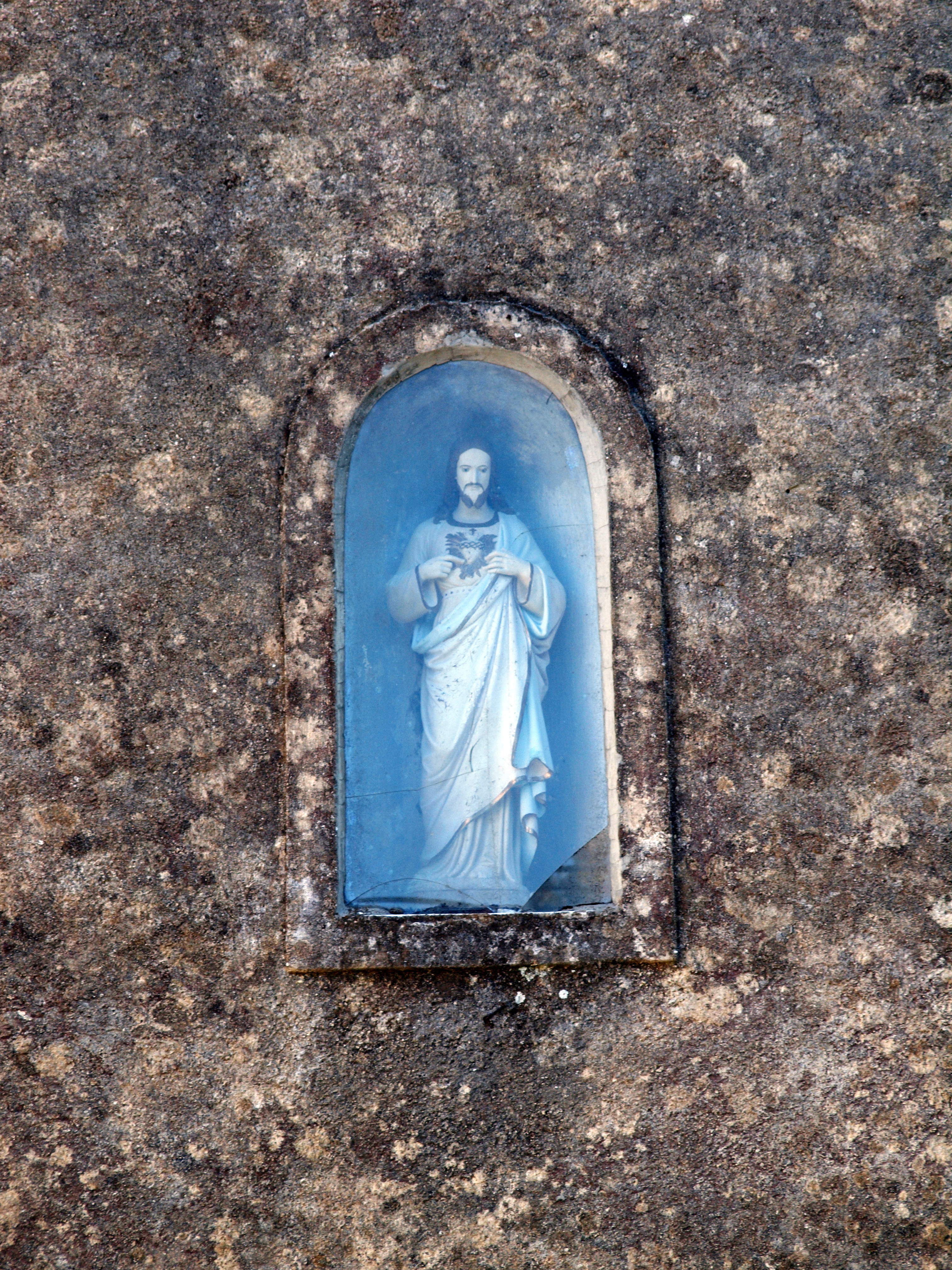
Niche façade nord.

Depuis 1995, l'association paroissiale Sant' Antone œuvre pour collecter des fonds afin de participer à l'entretien et à la restauration de l'église Saint-Antoine-de-Padoue.

#### Église paroissialeSaint-Martin
L'église paroissiale située à Poggio, bâtie au XIIIe siècle agrandie au XVIe siècle, renferme de nombreuses œuvres dont des reliques provenant de l'ancien couvent Santa Catalina, qui sont exposées le jour de La Trinité, le dimanche après Pentecôte. Parmi ces reliques, un chef-reliquaire de Saint-Jean Chrysostome en cuivre argenté du XIIIe siècle et un coffret en ivoire incrusté également du XIIIe siècle comportant un texte en caractères coufiques (arabe ancien). Dans l'édifice qui est repris à l'Inventaire général du patrimoine culturel, se trouvent dix œuvres, propriété de la commune, classées au titre des Monuments historiques :
- reliquaire en bronze du XIVe siècle[27]
- capsella (coffret à reliques) en cuivre, bois et plâtre du XIVe siècle, provenant de l'église Sainte-Catherine de Sisco[28]
- croix de procession en cuivre et bois portant l'inscription 1541[29]
- reliquaire de la dent de sainte Apolline en or ciselé, cuivre et verre, du XVIe siècle[30]
- présentoir : pied-support du bâton de Moïse en cuivre, du XVe siècle[31]
- présentoir : pied-support du bâton de Moïse en cuivre, portant l'inscription 1460[32]
- chef-reliquaire de saint Jean Chrysostome en cuivre, du XVe siècle, provenant de l'église Sainte-Catherine de Sisco[33]
- capsella (coffret à reliques) en ivoire et cuivre, du XIVe siècle, portant des inscriptions en langue arabe sur le couvercle, provenant de l'église Sainte-Catherine de Sisco[34]
- capsella (coffret à reliques) en ivoire et cuivre, du XIVe siècle, provenant de l'église Sainte-Catherine de Sisco[35]
- capsella (coffret à reliques) en ivoire et cuivre, du XIVe siècle, provenant de l'église Sainte-Catherine de Sisco, peut-être d'origine sicilienne[36]

#### Église San Ghjuvanni
L'église San Ghjuvanni est un petit édifice datant des Xe et XIe siècles, construit en remplacement d'un ancien sanctuaire paléochrétien (?) au hameau actuel de Pieve, en plaine. Elle était l'église piévane jusqu'au XIVe siècle.
L'édifice a été maintes fois remanié comme on peut le voir sur les images ci-dessous :

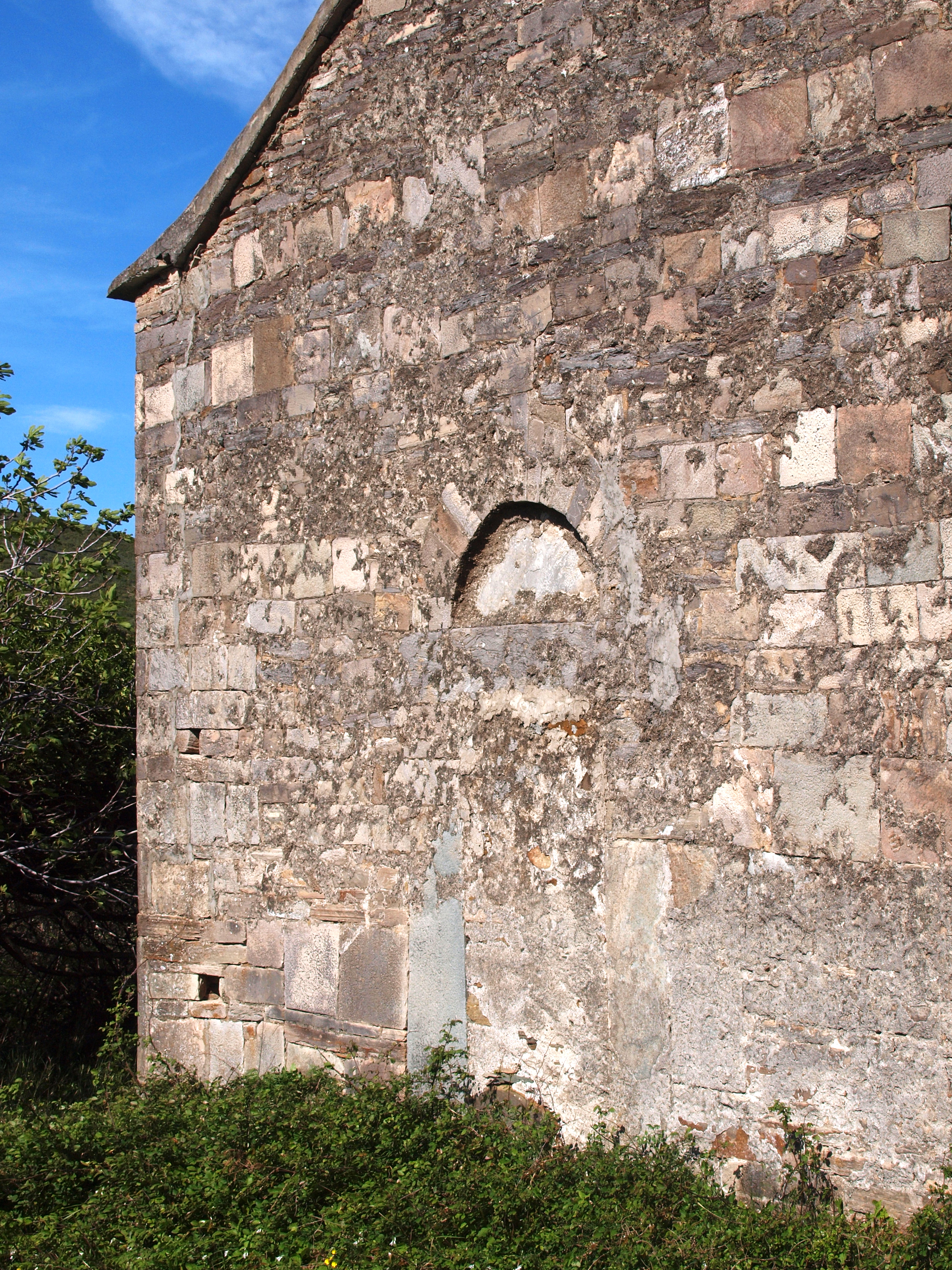
Portail façade occidentale.
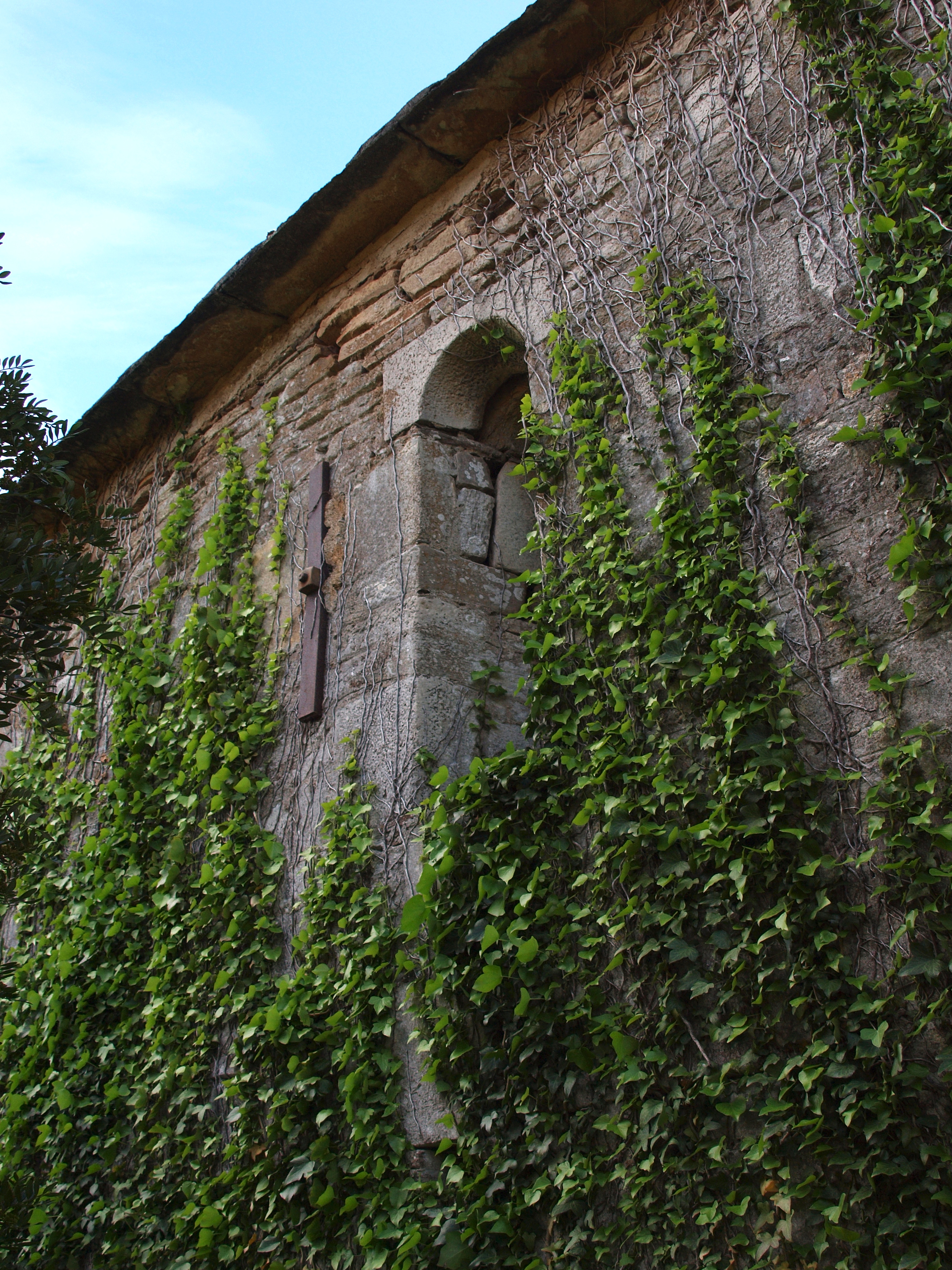
Fenêtre-meurtrière façade nord.
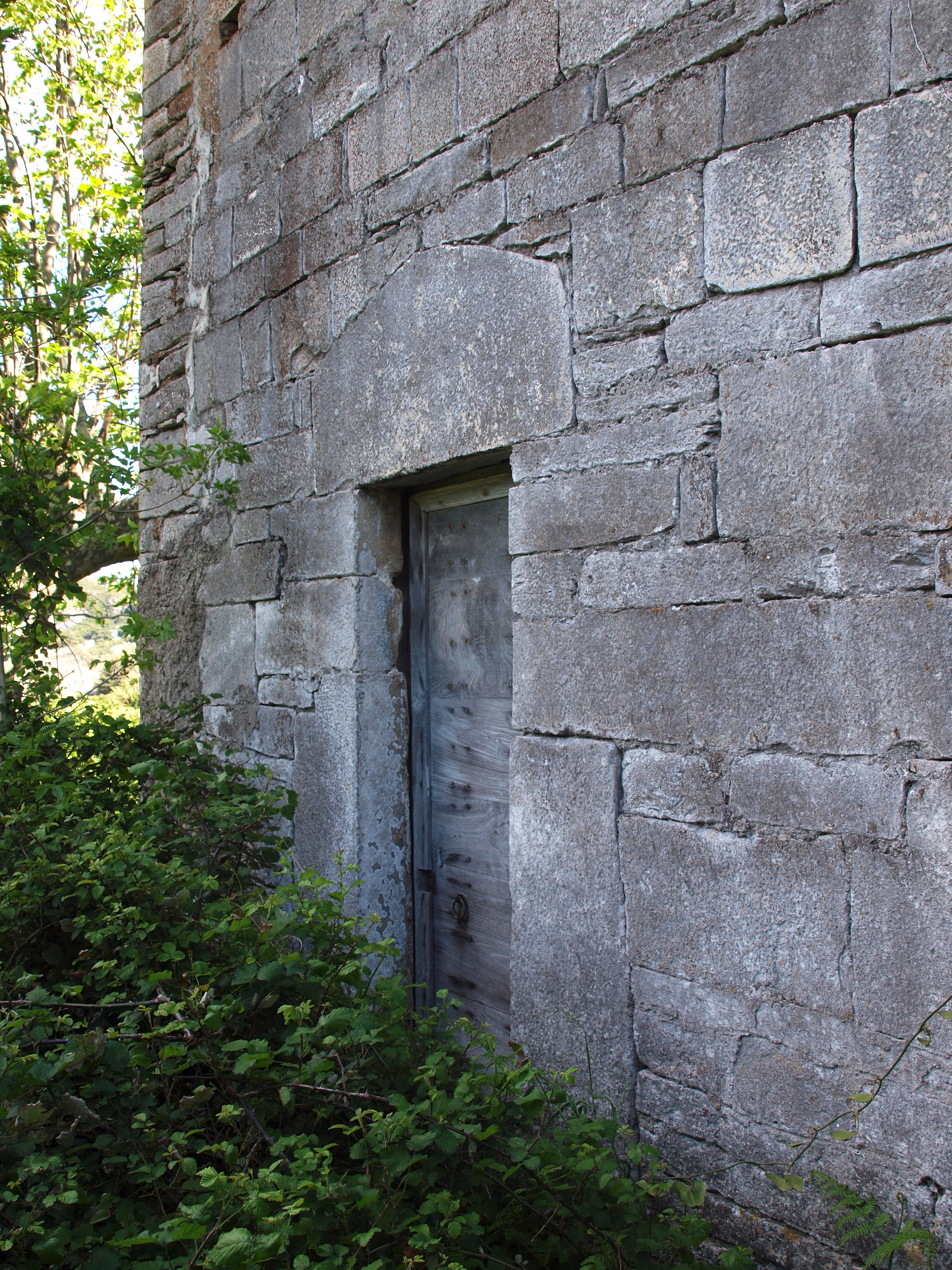
Porte façade nord.
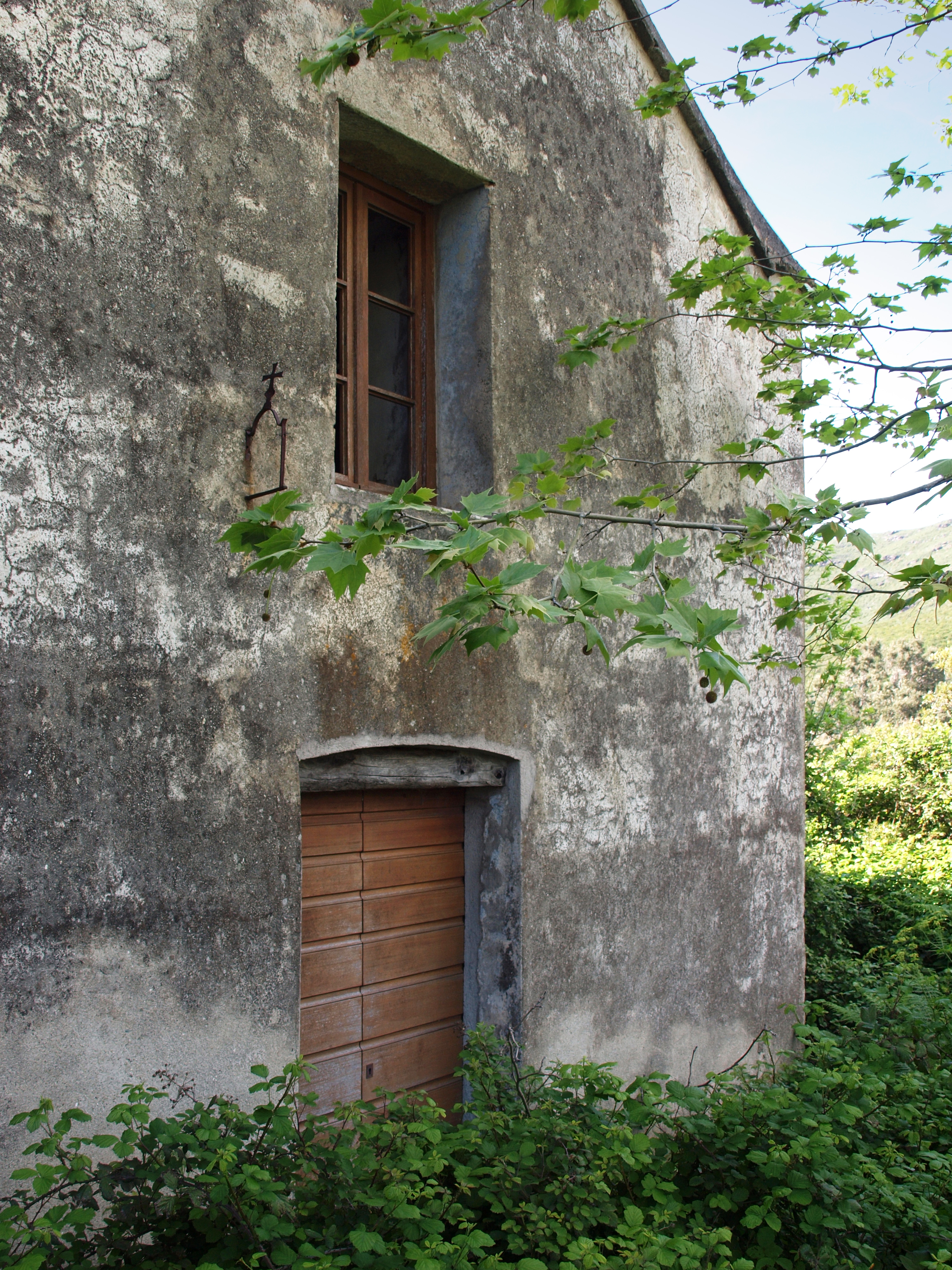
Façade orientale.

#### ChapelleSanMichele

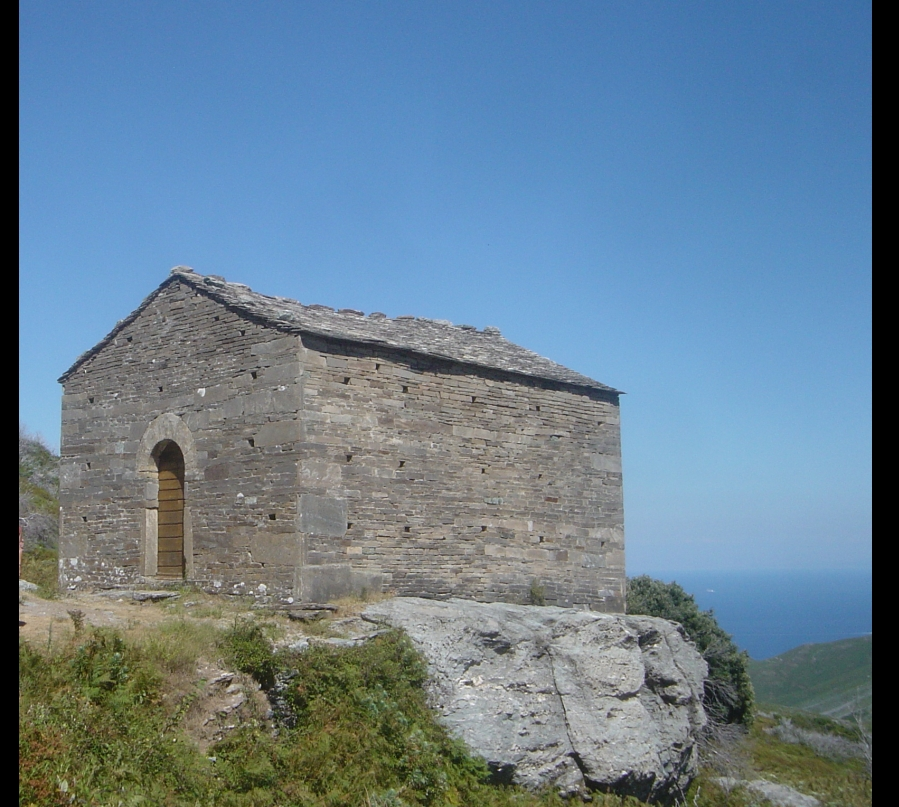
Chapelle San Michele

Nombreuses sont les chapelles dans la commune de Sisco. Le monument le plus remarquable est la chapelle romane San Michele, construite au XIe siècle là où se trouvait le hameau Contra disparu et dont la tradition orale prétend qu'il fut abandonné à cause d'une invasion de fourmis. Elle est isolée sans chemin d'accès, à 500 m au nord de la carrière de Pietriconi, dominant une presa aux terrasses de culture bien visibles.

#### Chapelle Saint-Jean l'Évangéliste

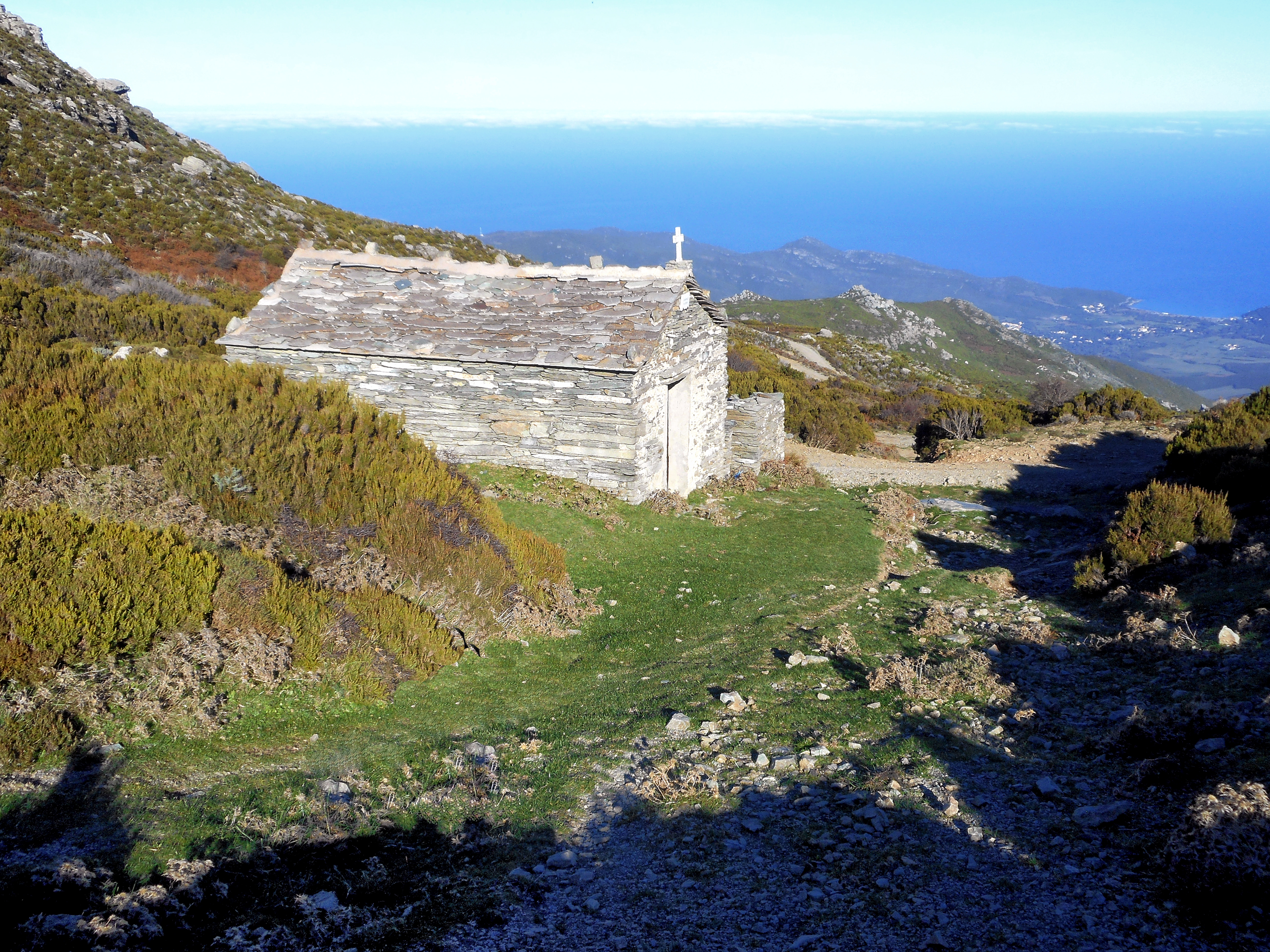
Chapelle San Ghjuvanni Evangelista.

Le long de la piste qui part de la route D 32 au nord de Poggio vers Olcani, à Bocca di San Ghjuvanni (au col de Saint-Jean) à près de 970 m d'altitude, se trouve une chapelle isolée, la chapelle rurale Saint-Jean.
La petite chapelle dédiée à saint Jean l'Évangéliste sévèrement ruinée, serait du XVIe siècle. Ce sanctuaire aurait remplacé une ancienne monacchia chargée dès le IVe siècle d'une fonction missionnaire auprès des populations pastorales qui parcouraient autrefois la Serra. Vers la fin du siècle dernier, nombreux étaient encore les Siscais et Olcanais qui montaient le 6 mai en pèlerinage autour de San Ghjuvanni Evangelista.

#### Autres patrimoines religieux
- Chapelle Sant' Erasmu à Moline.
- Chapelle Santa Maria Nativita (Notre-Dame de Lavasina) à Crosciano.
- Chapelle de l'Annunziata à Casajola - Marina de Sisco.
- Chapelle San Ghiseppu (Saint-Joseph) à Ficaja.
- Chapelle Santa Maria di a Nevi (Notre-Dame-des-Neiges) à Barrigioni.
- Chapelle San Lurenzu à Cipronascu.
- Chapelle San Giabicu à Balba.
- Chapelle San Bartulumeu du XVIIIe siècle à Casella.

### Patrimoine culturel

#### Jardin de la villa Saint-Pierre
Le jardin est situé au lieu-dit Chioso. Il comprend des murs de clôture, un portail, une terrasse en terre-plein, un édifice agricole, un escalier indépendant, un bassin, un jardin d'agrément et une clôture de jardin. Propriété d'une personne privée, il a fait l'objet d'une étude pre-inventaire en 1996. Il est à l'inventaire général du patrimoine culturel (documentation préalable) - Dossier versé le 4 mars 2003.

#### Ancienne église du couvent Sainte-Catherine
L'édifice renferme plusieurs œuvres remarquables, reprises à l'Inventaire général du patrimoine culturel : 
- le mobilier de la chapelle Sainte-Catherine d'Alexandrie,
- statue (petite nature) : Sainte-Catherine d'Alexandrie,
- chaire à prêcher,
- ensemble de deux statues (petite nature),
- ensemble de l'autel secondaire de Saint-Roch.

#### Église paroissiale Saint-Martin

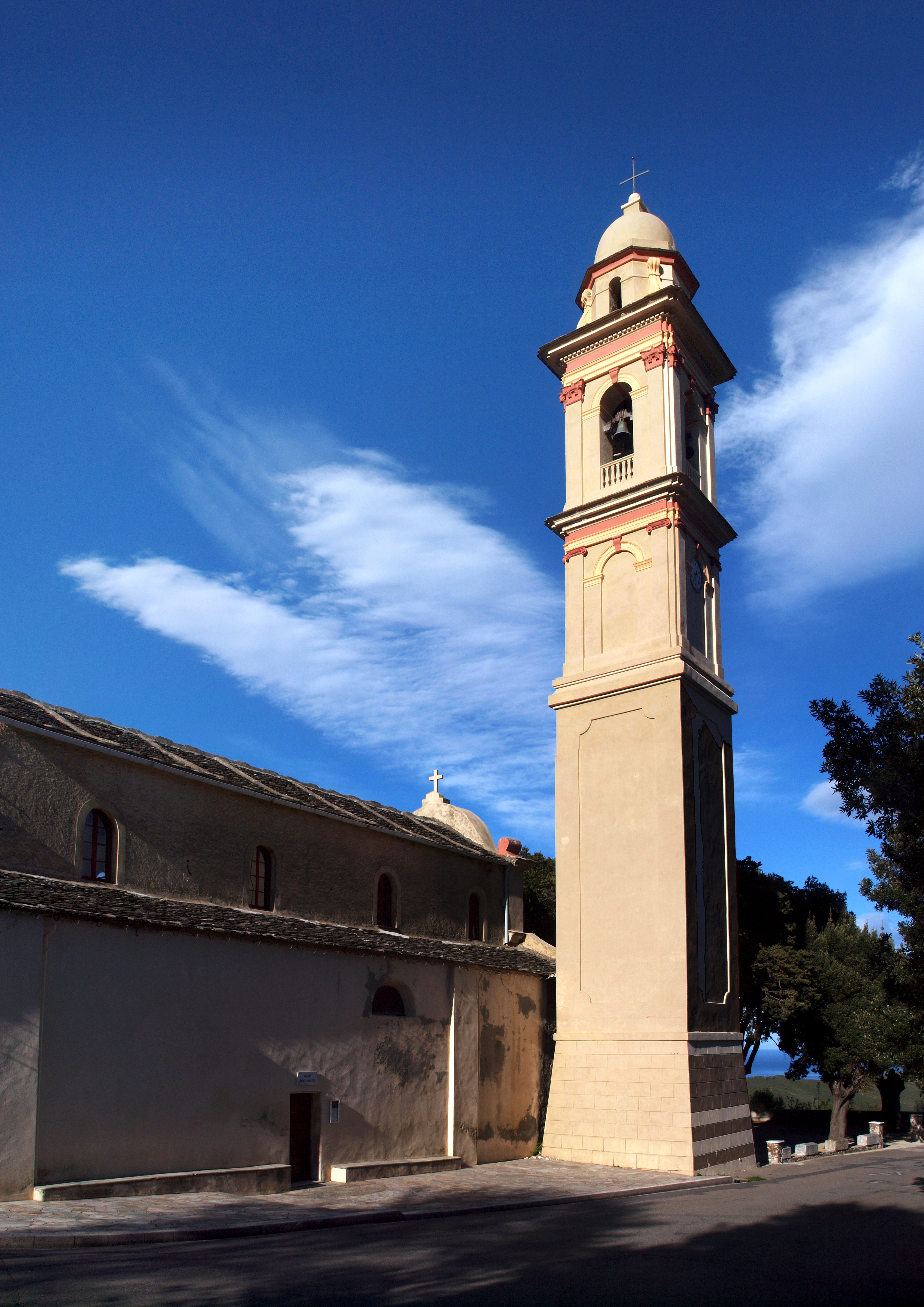
L'église et son clocher décentré.

C'est un grand édifice religieux situé à Poggio, bâti au XIIIe siècle agrandi au XVIe siècle. L'église paroissiale renferme de nombreuses œuvres dont des reliques provenant de l'ancien couvent Santa Catalina, qui sont exposées le jour de La Trinité, le dimanche après Pentecôte. Parmi ces reliques, un chef-reliquaire de Saint-Jean Chrysostome en cuivre argenté du XIIIe siècle et un coffret en ivoire incrusté également du XIIIe siècle comportant un texte en caractères coufiques (arabe ancien). L'édifice est repris à l'Inventaire général du patrimoine culturel.

#### Sémaphore de Sagro

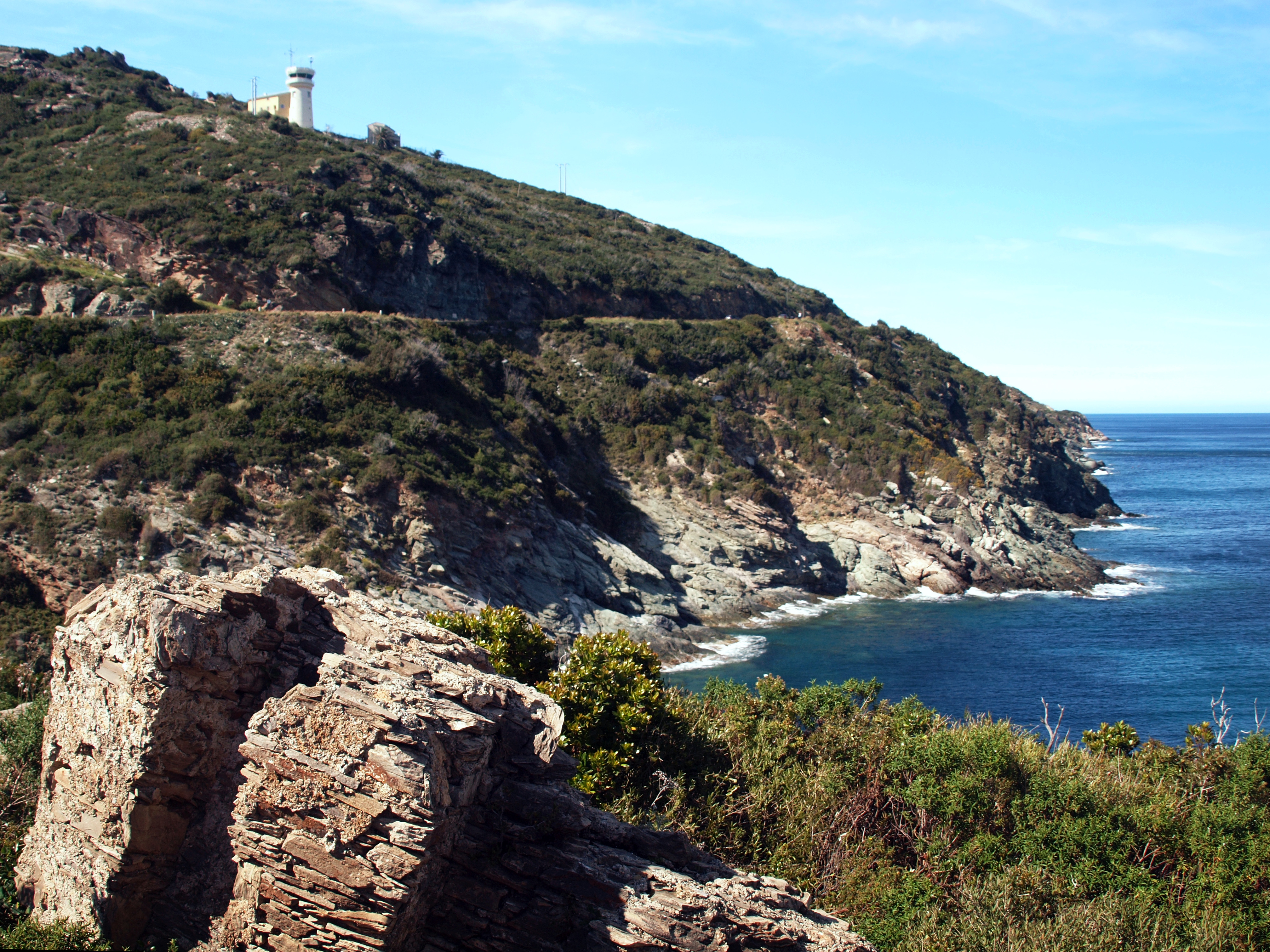
Le Sémaphore de Sagro perché sur la colline.

Construit à l'extrême sud du littoral communal, dominant le cap Sacro, le sémaphore assure la surveillance des approches maritimes du port de Bastia, la surveillance des dépôts pétroliers et gaziers de Lucciana et Bastia sud, ainsi que la surveillance du trafic maritime dans le canal de Corse, mais il est aussi un poste d’observation météorologique pour météo France.
Après des travaux qui ont duré 18 mois, la rénovation du sémaphore a été inaugurée 18 mai 2011 par le vice amiral d’escadre Yann Tainguy, préfet maritime de la Méditerranée.

#### Les tours

##### Tour de Sisco
Au nord de la marine, sur la butte dominant la plage, s'élevait autrefois la tour de la Marine de Sisco, une tour génoise ronde de guet depuis longtemps ruinée. Elle figure sur l'inventaire de 1942. Quelques restes de mâchicoulis sont encore visibles. Elle était communément appelée tour de Casaggiola (casajola). Durant le conflit qui opposa les Français aux Génois au XVIe siècle, elle fut en partie détruite en 1764 par les Génois, aidés en cela par les habitants de Sisco qui étaient hostiles à Pascal Paoli.

##### Tour de Balba

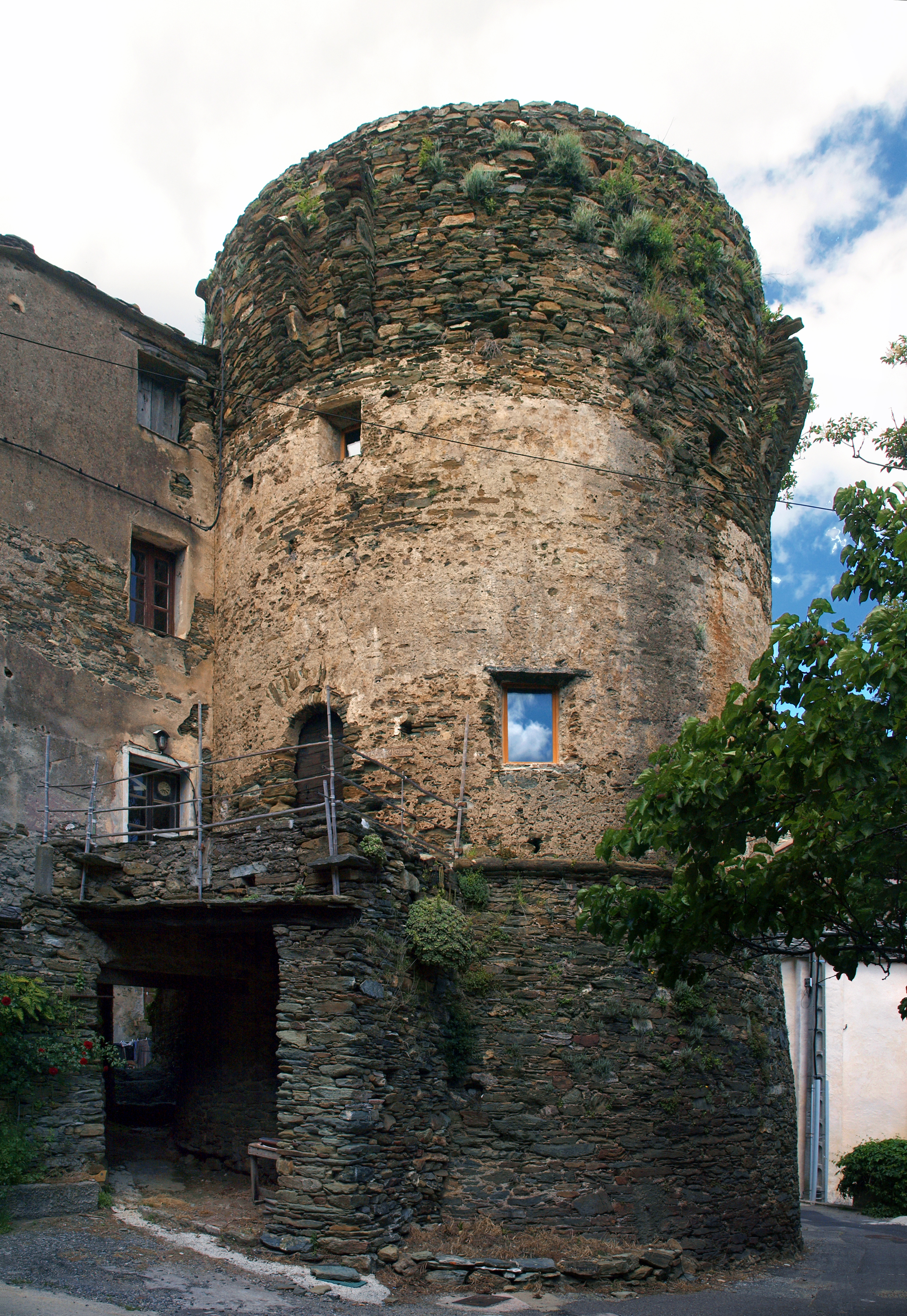
La Tour de Balba.

Cette ancienne tour ronde de guet, implantée à l'intérieur des terres entre montagne et côte, domine le village de Balba. Restaurée, elle sert d'habitation. Elle abrite une petite chapelle San Ghjacumu datée de 1333.

##### Autres tours
Il y a plusieurs tours carrées dites « pisanes », à usage de défense et d’habitation pour le seigneur du village et de sa famille, dans presque tous les vieux villages de la commune. La plupart sont en bon état ou ont été récemment restaurées. La plus remarquable est la tour de Monacaja du XVIe siècle, haute de douze mètres.

### Patrimoine naturel
Sisco est concernée par un biotope protégé et par deux ZNIEFF :

#### Espace protégé et géré
Vallon de Sisco
La zone de 5 ha est protégée par arrêté préfectoral de Biotope du 30/06/1998. Elle concerne la fougère Woodwardia radicans, une espèce végétale endémique dans les eaux courantes, mais également de nombreuses autres espèces des règnes animal et végétal.

#### ZNIEFF
Chênaies vertes du Cap Corse
C'est la ZNIEFF 940004078 (2e génération) qui concerne les chênaies vertes s'étendant sur 15 communes du Cap Corse. Sur la commune de Sisco, la chênaie verte s'étend sur une faible superficie sur le versant nord, au milieu des hameaux. Localisée au fond d'un vallon de 50 à 550 mètres d'altitude, elle est accompagnée par une végétation ripisylve à aulnes glutineux, aulnes cordés, frênes-ornes avec quelques oliveraies et châtaigniers. D'un point de vue géologique, le socle de schistes lustrés est recouvert de pillow-lavas. Le paysage tout autour est composé d'un maquis bas à cistes, qui marque le passage régulier du feu.
Crêtes asylvatiques du Cap Corse
La ZNIEFF 940004076 (2e génération) concerne les Crêtes asylvatiques du Cap Corse. Elle englobe la quasi-totalité de la crête centrale du Cap Corse qui touche 20 communes du Cap Corse. La zone comporte de nombreuses espèces de la faune et de la flore classées comme déterminantes.

### Personnalités liées à la commune
- Gaston Pietri, ecclésiastique, auteur de plusieurs ouvrages.